# Liste des planètes mineures non numérotées découvertes en septembre 2014
Pour un article plus général, voir Liste des planètes mineures non numérotées découvertes en 2014.
Pour un article plus général, voir Liste des planètes mineures.
Cet article dresse la liste des planètes mineures (astéroïdes, centaures, objets transneptuniens et assimilés) non numérotées découvertes en septembre 2014 dans l'ordre de leur découverte.
Au 15 janvier 2025, 661 077 des 1 434 993 planètes mineures répertoriées par le Centre des planètes mineures ne sont pas encore numérotées, soit 46,07 %.

## Rappel concernant la désignation provisoire
La désignation provisoire indique l'ordre de découverte de ces objets. En effet, cette désignation est composée de l'année de découverte (par exemple 2014) suivie de la quinzaine (demi-mois) de découverte (p.e. A = 1-15 janvier) puis de l'ordre de découverte dans cette quinzaine. Cet ordre est indiqué par une lettre et éventuellement un chiffre comme suit : A pour la première découverte, B pour la deuxième, ..., Z pour la 25e (le I n'est pas utilisé pour éviter la confusion avec 1), A1 pour la 26e, B1 pour la 27e, etc. , Z1 pour la 50e, A2 pour la 51e, B2 pour la 52e, etc. L'ordre de la numérotation ne suit donc pas l'ordre alphanumérique. 2014 AA1 suit ainsi 2014 AZ et précède 2014 AB1.

## Liste

### Du1erau 15 septembre 2014
- 2014 RA
- 2014 RB
- 2014 RC
- 2014 RG
- 2014 RJ
- 2014 RO
- 2014 RP
- 2014 RQ
- 2014 RV
- 2014 RX
- 2014 RF1
- 2014 RG1
- 2014 RH1
- 2014 RM1
- 2014 RN1
- 2014 RV1
- 2014 RF2
- 2014 RJ2
- 2014 RM2
- 2014 RN2
- 2014 RV2
- 2014 RW2
- 2014 RX2
- 2014 RZ2
- 2014 RE3
- 2014 RG3
- 2014 RJ3
- 2014 RK3
- 2014 RP3
- 2014 RQ3
- 2014 RE4
- 2014 RF4
- 2014 RG4
- 2014 RM4
- 2014 RN4
- 2014 RS4
- 2014 RA5
- 2014 RC5
- 2014 RH5
- 2014 RL5
- 2014 RM5
- 2014 RO5
- 2014 RP5
- 2014 RX5
- 2014 RY5
- 2014 RB6
- 2014 RC6
- 2014 RF6
- 2014 RT6
- 2014 RD7
- 2014 RF7
- 2014 RG7
- 2014 RH7
- 2014 RR7
- 2014 RW7
- 2014 RD8
- 2014 RE8
- 2014 RH8
- 2014 RL8
- 2014 RN8
- 2014 RO8
- 2014 RS8
- 2014 RT8
- 2014 RW8
- 2014 RY8
- 2014 RD9
- 2014 RH9
- 2014 RL9
- 2014 RN9
- 2014 RO9
- 2014 RP9
- 2014 RC10
- 2014 RF10
- 2014 RO10
- 2014 RR10
- 2014 RT10
- 2014 RU10
- 2014 RW10
- 2014 RZ10
- 2014 RB11
- 2014 RD11
- 2014 RE11
- 2014 RF11
- 2014 RJ11
- 2014 RK11
- 2014 RL11
- 2014 RM11
- 2014 RN11
- 2014 RO11
- 2014 RQ11
- 2014 RU11
- 2014 RY11
- 2014 RZ11
- 2014 RA12
- 2014 RB12
- 2014 RC12
- 2014 RH12
- 2014 RL12
- 2014 RR12
- 2014 RY12
- 2014 RB13
- 2014 RC13
- 2014 RD13
- 2014 RE13
- 2014 RJ13
- 2014 RO13
- 2014 RQ13
- 2014 RR13
- 2014 RU13
- 2014 RV13
- 2014 RC14
- 2014 RE14
- 2014 RJ14
- 2014 RL14
- 2014 RN14
- 2014 RP14
- 2014 RS14
- 2014 RT14
- 2014 RV14
- 2014 RZ14
- 2014 RA15
- 2014 RF15
- 2014 RJ15
- 2014 RQ15
- 2014 RZ15
- 2014 RA16
- 2014 RD16
- 2014 RE16
- 2014 RQ16
- 2014 RU16
- 2014 RY16
- 2014 RB17
- 2014 RC17
- 2014 RD17
- 2014 RE17
- 2014 RF17
- 2014 RG17
- 2014 RJ17
- 2014 RK17
- 2014 RO17
- 2014 RQ17
- 2014 RS17
- 2014 RT17
- 2014 RU17
- 2014 RV17
- 2014 RX17
- 2014 RZ17
- 2014 RB18
- 2014 RE18
- 2014 RG18
- 2014 RM18
- 2014 RN18
- 2014 RO18
- 2014 RW18
- 2014 RY18
- 2014 RU19
- 2014 RY19
- 2014 RC20
- 2014 RH20
- 2014 RJ20
- 2014 RM20
- 2014 RN20
- 2014 RQ20
- 2014 RW20
- 2014 RX20
- 2014 RZ20
- 2014 RB21
- 2014 RD21
- 2014 RE21
- 2014 RN21
- 2014 RQ21
- 2014 RU21
- 2014 RG22
- 2014 RN22
- 2014 RO22
- 2014 RP22
- 2014 RR22
- 2014 RS22
- 2014 RW22
- 2014 RX22
- 2014 RB23
- 2014 RG23
- 2014 RK23
- 2014 RR23
- 2014 RW23
- 2014 RA24
- 2014 RB24
- 2014 RF24
- 2014 RO24
- 2014 RP24
- 2014 RT24
- 2014 RV24
- 2014 RE25
- 2014 RL25
- 2014 RQ25
- 2014 RS25
- 2014 RV25
- 2014 RX25
- 2014 RA26
- 2014 RM26
- 2014 RA27
- 2014 RF27
- 2014 RG27
- 2014 RL27
- 2014 RN27
- 2014 RO27
- 2014 RQ27
- 2014 RS27
- 2014 RY27
- 2014 RA28
- 2014 RC28
- 2014 RF28
- 2014 RG28
- 2014 RL28
- 2014 RO28
- 2014 RQ28
- 2014 RU28
- 2014 RY28
- 2014 RZ28
- 2014 RB29
- 2014 RC29
- 2014 RG29
- 2014 RJ29
- 2014 RN29
- 2014 RQ29
- 2014 RS29
- 2014 RU29
- 2014 RV29
- 2014 RX29
- 2014 RZ29
- 2014 RD30
- 2014 RE30
- 2014 RF30
- 2014 RK30
- 2014 RM30
- 2014 RO30
- 2014 RP30
- 2014 RS30
- 2014 RU30
- 2014 RX30
- 2014 RZ30
- 2014 RC31
- 2014 RD31
- 2014 RN31
- 2014 RR31
- 2014 RU31
- 2014 RV31
- 2014 RA32
- 2014 RE32
- 2014 RL32
- 2014 RP32
- 2014 RT32
- 2014 RN33
- 2014 RR33
- 2014 RZ33
- 2014 RE34
- 2014 RF34
- 2014 RH34
- 2014 RW34
- 2014 RG35
- 2014 RH35
- 2014 RR35
- 2014 RS35
- 2014 RV35
- 2014 RY35
- 2014 RG36
- 2014 RL36
- 2014 RY36
- 2014 RZ36
- 2014 RQ37
- 2014 RC38
- 2014 RE38
- 2014 RF38
- 2014 RM38
- 2014 RS38
- 2014 RB39
- 2014 RD39
- 2014 RK39
- 2014 RU39
- 2014 RZ39
- 2014 RA40
- 2014 RD40
- 2014 RE40
- 2014 RP40
- 2014 RB41
- 2014 RX41
- 2014 RF42
- 2014 RH42
- 2014 RJ42
- 2014 RL42
- 2014 RO42
- 2014 RT42
- 2014 RX42
- 2014 RY42
- 2014 RM43
- 2014 RO43
- 2014 RS43
- 2014 RV43
- 2014 RW43
- 2014 RO44
- 2014 RP44
- 2014 RQ44
- 2014 RS44
- 2014 RV44
- 2014 RZ44
- 2014 RQ45
- 2014 RR45
- 2014 RY45
- 2014 RC46
- 2014 RD46
- 2014 RE46
- 2014 RK46
- 2014 RL46
- 2014 RR46
- 2014 RS46
- 2014 RT46
- 2014 RW46
- 2014 RZ46
- 2014 RJ47
- 2014 RK47
- 2014 RN47
- 2014 RQ47
- 2014 RV47
- 2014 RX47
- 2014 RY47
- 2014 RF48
- 2014 RG48
- 2014 RN48
- 2014 RQ48
- 2014 RV48
- 2014 RA49
- 2014 RB49
- 2014 RC49
- 2014 RM49
- 2014 RN49
- 2014 RP49
- 2014 RS49
- 2014 RX49
- 2014 RC50
- 2014 RE50
- 2014 RF50
- 2014 RO50
- 2014 RU50
- 2014 RV50
- 2014 RA51
- 2014 RE51
- 2014 RJ51
- 2014 RO51
- 2014 RP51
- 2014 RV51
- 2014 RW51
- 2014 RY51
- 2014 RB52
- 2014 RL52
- 2014 RM52
- 2014 RN52
- 2014 RO52
- 2014 RQ52
- 2014 RU52
- 2014 RW52
- 2014 RB53
- 2014 RC53
- 2014 RE53
- 2014 RK53
- 2014 RN53
- 2014 RO53
- 2014 RP53
- 2014 RS53
- 2014 RU53
- 2014 RW53
- 2014 RA54
- 2014 RD54
- 2014 RE54
- 2014 RM54
- 2014 RQ54
- 2014 RT54
- 2014 RX54
- 2014 RA55
- 2014 RC55
- 2014 RO55
- 2014 RV55
- 2014 RW55
- 2014 RY55
- 2014 RE56
- 2014 RH56
- 2014 RP56
- 2014 RQ56
- 2014 RT56
- 2014 RW56
- 2014 RX56
- 2014 RA57
- 2014 RB57
- 2014 RC57
- 2014 RD57
- 2014 RE57
- 2014 RG57
- 2014 RH57
- 2014 RK57
- 2014 RL57
- 2014 RM57
- 2014 RO57
- 2014 RS57
- 2014 RT57
- 2014 RU57
- 2014 RV57
- 2014 RB58
- 2014 RC58
- 2014 RD58
- 2014 RH58
- 2014 RN58
- 2014 RQ58
- 2014 RR58
- 2014 RU58
- 2014 RW58
- 2014 RX58
- 2014 RG59
- 2014 RJ59
- 2014 RL59
- 2014 RO59
- 2014 RR59
- 2014 RS59
- 2014 RX59
- 2014 RZ59
- 2014 RB60
- 2014 RC60
- 2014 RE60
- 2014 RF60
- 2014 RG60
- 2014 RL60
- 2014 RO60
- 2014 RV60
- 2014 RZ61
- 2014 RB62
- 2014 RF63
- 2014 RS63
- 2014 RV63
- 2014 RX63
- 2014 RZ63
- 2014 RA64
- 2014 RC64
- 2014 RE64
- 2014 RG64
- 2014 RH64
- 2014 RJ64
- 2014 RK64
- 2014 RL64
- 2014 RM64
- 2014 RN64
- 2014 RO64
- 2014 RP65
- 2014 RB66
- 2014 RG66
- 2014 RZ66
- 2014 RA67
- 2014 RK67
- 2014 RU67
- 2014 RX67
- 2014 RZ67
- 2014 RB68
- 2014 RJ68
- 2014 RL68
- 2014 RZ68
- 2014 RF69
- 2014 RG69
- 2014 RR69
- 2014 RU69
- 2014 RW69
- 2014 RD70
- 2014 RH70
- 2014 RJ70
- 2014 RP70
- 2014 RQ70
- 2014 RT70
- 2014 RV70
- 2014 RW70
- 2014 RX70
- 2014 RY70
- 2014 RZ70
- 2014 RA71
- 2014 RB71
- 2014 RE71
- 2014 RG71
- 2014 RH71
- 2014 RK71
- 2014 RO71
- 2014 RS71
- 2014 RT71
- 2014 RU71
- 2014 RX71
- 2014 RY71
- 2014 RZ71
- 2014 RA72
- 2014 RB72
- 2014 RC72
- 2014 RD72
- 2014 RE72
- 2014 RG72
- 2014 RH72
- 2014 RJ72
- 2014 RK72
- 2014 RL72
- 2014 RM72
- 2014 RN72
- 2014 RP72
- 2014 RQ72
- 2014 RR72
- 2014 RS72
- 2014 RT72
- 2014 RU72
- 2014 RV72
- 2014 RX72
- 2014 RY72
- 2014 RZ72
- 2014 RB73
- 2014 RD73
- 2014 RE73
- 2014 RF73
- 2014 RG73
- 2014 RH73
- 2014 RL73
- 2014 RM73
- 2014 RN73
- 2014 RO73
- 2014 RQ73
- 2014 RR73
- 2014 RS73
- 2014 RT73
- 2014 RU73
- 2014 RX73
- 2014 RY73
- 2014 RZ73
- 2014 RA74
- 2014 RB74
- 2014 RC74
- 2014 RD74
- 2014 RE74
- 2014 RF74
- 2014 RG74
- 2014 RK74
- 2014 RL74
- 2014 RM74
- 2014 RN74
- 2014 RO74
- 2014 RP74
- 2014 RQ74
- 2014 RR74
- 2014 RS74
- 2014 RT74
- 2014 RU74
- 2014 RV74
- 2014 RW74
- 2014 RX74
- 2014 RY74
- 2014 RZ74
- 2014 RA75
- 2014 RB75
- 2014 RC75
- 2014 RD75
- 2014 RE75
- 2014 RF75
- 2014 RG75
- 2014 RH75
- 2014 RJ75
- 2014 RK75
- 2014 RM75
- 2014 RO75
- 2014 RQ75
- 2014 RR75
- 2014 RU75
- 2014 RV75
- 2014 RW75
- 2014 RX75
- 2014 RY75
- 2014 RZ75
- 2014 RA76
- 2014 RC76
- 2014 RG76
- 2014 RH76
- 2014 RJ76
- 2014 RK76
- 2014 RL76
- 2014 RM76
- 2014 RN76
- 2014 RP76
- 2014 RQ76
- 2014 RR76
- 2014 RS76
- 2014 RZ76
- 2014 RA77
- 2014 RC77
- 2014 RE77
- 2014 RF77
- 2014 RG77
- 2014 RH77
- 2014 RJ77
- 2014 RK77
- 2014 RL77
- 2014 RM77
- 2014 RN77
- 2014 RP77
- 2014 RQ77
- 2014 RR77
- 2014 RS77
- 2014 RT77
- 2014 RU77
- 2014 RW77
- 2014 RX77
- 2014 RY77
- 2014 RB78
- 2014 RC78
- 2014 RD78
- 2014 RE78
- 2014 RF78
- 2014 RG78
- 2014 RH78
- 2014 RJ78
- 2014 RK78
- 2014 RL78
- 2014 RM78
- 2014 RN78
- 2014 RO78
- 2014 RP78
- 2014 RQ78
- 2014 RT78
- 2014 RX78
- 2014 RZ78
- 2014 RA79
- 2014 RC79
- 2014 RD79
- 2014 RE79
- 2014 RH79
- 2014 RK79
- 2014 RM79
- 2014 RN79
- 2014 RR79
- 2014 RS79
- 2014 RT79
- 2014 RU79
- 2014 RW79
- 2014 RY79
- 2014 RZ79
- 2014 RB80
- 2014 RC80
- 2014 RD80
- 2014 RE80
- 2014 RG80
- 2014 RH80
- 2014 RJ80
- 2014 RK80
- 2014 RL80
- 2014 RM80
- 2014 RN80
- 2014 RO80
- 2014 RQ80
- 2014 RR80
- 2014 RS80
- 2014 RV80
- 2014 RX80
- 2014 RY80
- 2014 RB81
- 2014 RC81
- 2014 RD81
- 2014 RH81
- 2014 RJ81
- 2014 RK81
- 2014 RL81
- 2014 RM81
- 2014 RN81
- 2014 RO81
- 2014 RP81
- 2014 RQ81
- 2014 RR81
- 2014 RS81
- 2014 RT81
- 2014 RU81
- 2014 RV81
- 2014 RW81
- 2014 RX81
- 2014 RY81
- 2014 RZ81
- 2014 RA82
- 2014 RB82
- 2014 RC82
- 2014 RD82
- 2014 RF82
- 2014 RG82
- 2014 RH82
- 2014 RJ82
- 2014 RK82
- 2014 RL82
- 2014 RM82
- 2014 RO82
- 2014 RP82
- 2014 RQ82
- 2014 RR82
- 2014 RS82
- 2014 RT82
- 2014 RV82
- 2014 RW82
- 2014 RX82
- 2014 RY82
- 2014 RZ82
- 2014 RC83
- 2014 RH83
- 2014 RJ83
- 2014 RL83
- 2014 RM83
- 2014 RN83
- 2014 RO83
- 2014 RP83
- 2014 RR83
- 2014 RU83
- 2014 RV83
- 2014 RW83
- 2014 RX83
- 2014 RY83
- 2014 RZ83
- 2014 RA84
- 2014 RC84
- 2014 RD84
- 2014 RE84
- 2014 RF84
- 2014 RG84
- 2014 RH84
- 2014 RK84
- 2014 RL84
- 2014 RM84
- 2014 RN84
- 2014 RQ84
- 2014 RR84
- 2014 RS84
- 2014 RV84
- 2014 RW84
- 2014 RX84
- 2014 RY84
- 2014 RZ84
- 2014 RA85
- 2014 RB85
- 2014 RC85
- 2014 RE85
- 2014 RF85
- 2014 RG85
- 2014 RH85
- 2014 RJ85
- 2014 RK85
- 2014 RL85
- 2014 RM85
- 2014 RN85
- 2014 RO85
- 2014 RP85
- 2014 RQ85
- 2014 RR85
- 2014 RS85
- 2014 RU85
- 2014 RV85
- 2014 RA86
- 2014 RB86
- 2014 RC86
- 2014 RD86
- 2014 RE86
- 2014 RG86
- 2014 RH86
- 2014 RJ86
- 2014 RK86
- 2014 RL86
- 2014 RM86
- 2014 RN86
- 2014 RO86
- 2014 RP86
- 2014 RQ86
- 2014 RR86
- 2014 RS86
- 2014 RT86
- 2014 RU86
- 2014 RV86
- 2014 RW86
- 2014 RX86
- 2014 RY86
- 2014 RZ86
- 2014 RA87
- 2014 RB87
- 2014 RC87
- 2014 RD87
- 2014 RE87
- 2014 RF87
- 2014 RG87
- 2014 RH87
- 2014 RJ87
- 2014 RK87
- 2014 RL87
- 2014 RM87
- 2014 RN87
- 2014 RO87
- 2014 RP87
- 2014 RQ87
- 2014 RR87
- 2014 RS87
- 2014 RU87
- 2014 RV87
- 2014 RW87
- 2014 RX87
- 2014 RY87
- 2014 RZ87
- 2014 RA88
- 2014 RB88
- 2014 RC88
- 2014 RD88
- 2014 RE88
- 2014 RF88
- 2014 RG88
- 2014 RJ88
- 2014 RK88
- 2014 RM88
- 2014 RN88
- 2014 RO88
- 2014 RP88
- 2014 RQ88
- 2014 RR88
- 2014 RS88
- 2014 RT88
- 2014 RU88
- 2014 RV88
- 2014 RW88
- 2014 RX88
- 2014 RY88
- 2014 RZ88
- 2014 RA89
- 2014 RB89
- 2014 RC89
- 2014 RD89
- 2014 RE89
- 2014 RF89
- 2014 RG89
- 2014 RH89
- 2014 RJ89
- 2014 RK89
- 2014 RL89
- 2014 RM89
- 2014 RN89
- 2014 RO89
- 2014 RP89
- 2014 RQ89
- 2014 RR89
- 2014 RS89
- 2014 RT89
- 2014 RU89
- 2014 RV89
- 2014 RX89
- 2014 RY89
- 2014 RZ89
- 2014 RA90
- 2014 RB90
- 2014 RE90
- 2014 RF90
- 2014 RH90
- 2014 RJ90
- 2014 RK90
- 2014 RL90
- 2014 RM90
- 2014 RN90
- 2014 RO90
- 2014 RP90
- 2014 RQ90
- 2014 RR90
- 2014 RS90
- 2014 RT90
- 2014 RU90
- 2014 RV90
- 2014 RW90
- 2014 RX90
- 2014 RY90
- 2014 RZ90
- 2014 RA91
- 2014 RB91
- 2014 RC91
- 2014 RD91
- 2014 RE91
- 2014 RF91
- 2014 RG91
- 2014 RH91
- 2014 RJ91
- 2014 RK91
- 2014 RM91
- 2014 RN91
- 2014 RO91
- 2014 RP91
- 2014 RQ91
- 2014 RR91
- 2014 RT91
- 2014 RU91
- 2014 RV91
- 2014 RW91
- 2014 RX91
- 2014 RZ91
- 2014 RA92
- 2014 RB92
- 2014 RC92
- 2014 RD92
- 2014 RE92
- 2014 RF92
- 2014 RG92
- 2014 RH92
- 2014 RJ92
- 2014 RK92
- 2014 RL92
- 2014 RM92
- 2014 RN92
- 2014 RO92
- 2014 RP92
- 2014 RQ92
- 2014 RR92
- 2014 RS92
- 2014 RT92
- 2014 RV92
- 2014 RW92
- 2014 RX92
- 2014 RY92
- 2014 RZ92
- 2014 RA93
- 2014 RB93
- 2014 RC93
- 2014 RD93
- 2014 RE93
- 2014 RF93
- 2014 RG93
- 2014 RH93
- 2014 RJ93
- 2014 RK93
- 2014 RL93
- 2014 RM93
- 2014 RN93
- 2014 RO93
- 2014 RP93
- 2014 RQ93
- 2014 RR93
- 2014 RS93
- 2014 RT93
- 2014 RU93
- 2014 RV93
- 2014 RW93
- 2014 RX93
- 2014 RY93
- 2014 RZ93
- 2014 RA94
- 2014 RC94
- 2014 RD94
- 2014 RE94
- 2014 RF94
- 2014 RG94
- 2014 RH94
- 2014 RJ94
- 2014 RL94
- 2014 RM94
- 2014 RN94
- 2014 RP94
- 2014 RQ94
- 2014 RR94
- 2014 RS94
- 2014 RT94
- 2014 RU94
- 2014 RV94
- 2014 RW94
- 2014 RX94
- 2014 RY94
- 2014 RZ94
- 2014 RA95
- 2014 RB95
- 2014 RD95
- 2014 RE95
- 2014 RG95
- 2014 RJ95
- 2014 RK95
- 2014 RL95
- 2014 RM95
- 2014 RN95
- 2014 RO95
- 2014 RP95
- 2014 RQ95
- 2014 RR95
- 2014 RT95
- 2014 RU95
- 2014 RV95
- 2014 RW95
- 2014 RX95
- 2014 RY95
- 2014 RZ95
- 2014 RA96
- 2014 RB96
- 2014 RC96
- 2014 RD96
- 2014 RE96
- 2014 RF96
- 2014 RG96
- 2014 RH96
- 2014 RJ96
- 2014 RK96
- 2014 RL96
- 2014 RM96
- 2014 RN96
- 2014 RO96
- 2014 RP96
- 2014 RQ96
- 2014 RR96
- 2014 RS96
- 2014 RT96
- 2014 RU96
- 2014 RV96
- 2014 RX96
- 2014 RY96
- 2014 RZ96
- 2014 RA97
- 2014 RB97

### Du 16 au 30 septembre 2014
- 2014 SA
- 2014 SC
- 2014 SE
- 2014 SH
- 2014 SJ
- 2014 SL
- 2014 SM
- 2014 SN
- 2014 SU
- 2014 SZ
- 2014 SA1
- 2014 SB1
- 2014 SC1
- 2014 SD1
- 2014 SF1
- 2014 SG1
- 2014 SH1
- 2014 SJ1
- 2014 SL1
- 2014 SM1
- 2014 SN1
- 2014 SQ1
- 2014 SR1
- 2014 SS1
- 2014 ST1
- 2014 SU1
- 2014 SX1
- 2014 SY1
- 2014 SZ1
- 2014 SB2
- 2014 SG2
- 2014 SN2
- 2014 SO2
- 2014 SP2
- 2014 SU2
- 2014 SW2
- 2014 SY2
- 2014 SA3
- 2014 SB3
- 2014 SD3
- 2014 SJ3
- 2014 SM3
- 2014 SS3
- 2014 SU3
- 2014 SV3
- 2014 SW3
- 2014 SH4
- 2014 SJ4
- 2014 SQ4
- 2014 SR4
- 2014 SS4
- 2014 SU4
- 2014 SZ4
- 2014 SG5
- 2014 SH5
- 2014 SJ5
- 2014 SW5
- 2014 SX5
- 2014 SY5
- 2014 SC6
- 2014 SF6
- 2014 SH6
- 2014 SN6
- 2014 SQ6
- 2014 SV6
- 2014 SX6
- 2014 SZ6
- 2014 SB7
- 2014 SD7
- 2014 SE7
- 2014 SF7
- 2014 SG7
- 2014 SK7
- 2014 SM7
- 2014 SN7
- 2014 SS7
- 2014 SU7
- 2014 SB8
- 2014 SC8
- 2014 SD8
- 2014 SE8
- 2014 SG8
- 2014 SJ8
- 2014 SL8
- 2014 SN8
- 2014 SP8
- 2014 SQ8
- 2014 SU8
- 2014 SZ8
- 2014 SE9
- 2014 SF9
- 2014 SG9
- 2014 SL9
- 2014 SM9
- 2014 SN9
- 2014 SQ9
- 2014 SS9
- 2014 SU9
- 2014 SZ9
- 2014 SA10
- 2014 SC10
- 2014 SE10
- 2014 SG10
- 2014 SH10
- 2014 SJ10
- 2014 SK10
- 2014 SP10
- 2014 SQ10
- 2014 ST10
- 2014 SY10
- 2014 SC11
- 2014 SK11
- 2014 SL11
- 2014 SM11
- 2014 SQ11
- 2014 SR11
- 2014 SS11
- 2014 ST11
- 2014 SV11
- 2014 SW11
- 2014 SY11
- 2014 SZ11
- 2014 SB12
- 2014 SC12
- 2014 SG12
- 2014 SN12
- 2014 SO12
- 2014 SP12
- 2014 SR12
- 2014 ST12
- 2014 SU12
- 2014 SY12
- 2014 SZ12
- 2014 SA13
- 2014 SD13
- 2014 SG13
- 2014 SK13
- 2014 SL13
- 2014 SN13
- 2014 SS13
- 2014 SV13
- 2014 SW13
- 2014 SY13
- 2014 SC14
- 2014 SH14
- 2014 SJ14
- 2014 SK14
- 2014 SO14
- 2014 SQ14
- 2014 SS14
- 2014 ST14
- 2014 SU14
- 2014 SV14
- 2014 SA15
- 2014 SC15
- 2014 SD15
- 2014 SF15
- 2014 SG15
- 2014 SL15
- 2014 SO15
- 2014 SP15
- 2014 SR15
- 2014 SS15
- 2014 ST15
- 2014 SU15
- 2014 SY15
- 2014 SA16
- 2014 SC16
- 2014 SE16
- 2014 SF16
- 2014 SK16
- 2014 SM16
- 2014 SP16
- 2014 SQ16
- 2014 SS16
- 2014 SY16
- 2014 SA17
- 2014 SC17
- 2014 SE17
- 2014 SG17
- 2014 SK17
- 2014 SL17
- 2014 SP17
- 2014 SQ17
- 2014 SR17
- 2014 SU17
- 2014 SV17
- 2014 SB18
- 2014 SE18
- 2014 SF18
- 2014 SG18
- 2014 SH18
- 2014 SK18
- 2014 SM18
- 2014 SO18
- 2014 SS18
- 2014 SU18
- 2014 SV18
- 2014 SW18
- 2014 SA19
- 2014 SH19
- 2014 SJ19
- 2014 SK19
- 2014 SL19
- 2014 SM19
- 2014 SQ19
- 2014 SV19
- 2014 SW19
- 2014 SE20
- 2014 SF20
- 2014 SG20
- 2014 SO20
- 2014 SP20
- 2014 ST20
- 2014 SW20
- 2014 SX20
- 2014 SA21
- 2014 SG21
- 2014 SH21
- 2014 SN21
- 2014 SO21
- 2014 SQ21
- 2014 SS21
- 2014 SU21
- 2014 SX21
- 2014 SB22
- 2014 SF22
- 2014 SG22
- 2014 SH22
- 2014 SJ22
- 2014 SK22
- 2014 SM22
- 2014 SO22
- 2014 SS22
- 2014 ST22
- 2014 SU22
- 2014 SX22
- 2014 SD23
- 2014 SG23
- 2014 SH23
- 2014 SM23
- 2014 SP23
- 2014 SQ23
- 2014 SS23
- 2014 ST23
- 2014 SV23
- 2014 SB24
- 2014 SC24
- 2014 SG24
- 2014 SN24
- 2014 SO24
- 2014 SP24
- 2014 SX24
- 2014 SC25
- 2014 SD25
- 2014 SE25
- 2014 SF25
- 2014 SH25
- 2014 SM25
- 2014 SN25
- 2014 SP25
- 2014 SR25
- 2014 SS25
- 2014 ST25
- 2014 SU25
- 2014 SB26
- 2014 SC26
- 2014 SJ26
- 2014 SN26
- 2014 SO26
- 2014 SP26
- 2014 SQ26
- 2014 SS26
- 2014 ST26
- 2014 SU26
- 2014 SW26
- 2014 SB27
- 2014 SC27
- 2014 SD27
- 2014 SE27
- 2014 SG27
- 2014 SH27
- 2014 SK27
- 2014 SL27
- 2014 SN27
- 2014 SO27
- 2014 SP27
- 2014 SQ27
- 2014 SR27
- 2014 SS27
- 2014 SV27
- 2014 SX27
- 2014 SA28
- 2014 SC28
- 2014 SE28
- 2014 SF28
- 2014 SG28
- 2014 SJ28
- 2014 SK28
- 2014 SL28
- 2014 SO28
- 2014 SR28
- 2014 ST28
- 2014 SU28
- 2014 SA29
- 2014 SB29
- 2014 SC29
- 2014 SD29
- 2014 SE29
- 2014 SF29
- 2014 SL29
- 2014 SO29
- 2014 SQ29
- 2014 SU29
- 2014 SV29
- 2014 SW29
- 2014 SX29
- 2014 SY29
- 2014 SZ29
- 2014 SF30
- 2014 SG30
- 2014 SH30
- 2014 SK30
- 2014 SO30
- 2014 ST30
- 2014 SX30
- 2014 SC31
- 2014 SE31
- 2014 SF31
- 2014 SK31
- 2014 SM31
- 2014 SU31
- 2014 SA32
- 2014 SD32
- 2014 SG32
- 2014 SH32
- 2014 SK32
- 2014 SR32
- 2014 SS32
- 2014 ST32
- 2014 SV32
- 2014 SB33
- 2014 SC33
- 2014 SF33
- 2014 SG33
- 2014 SJ33
- 2014 SK33
- 2014 SM33
- 2014 SN33
- 2014 SO33
- 2014 SQ33
- 2014 SR33
- 2014 ST33
- 2014 SU33
- 2014 SV33
- 2014 SW33
- 2014 SY33
- 2014 SA34
- 2014 SD34
- 2014 SE34
- 2014 SG34
- 2014 SH34
- 2014 SK34
- 2014 SM34
- 2014 SO34
- 2014 SP34
- 2014 SS34
- 2014 SV34
- 2014 SA35
- 2014 SD35
- 2014 SE35
- 2014 SG35
- 2014 SH35
- 2014 SK35
- 2014 SM35
- 2014 SO35
- 2014 SQ35
- 2014 ST35
- 2014 SU35
- 2014 SX35
- 2014 SC36
- 2014 SE36
- 2014 SG36
- 2014 SH36
- 2014 SL36
- 2014 SM36
- 2014 SN36
- 2014 SO36
- 2014 SR36
- 2014 SV36
- 2014 SZ36
- 2014 SA37
- 2014 SF37
- 2014 SH37
- 2014 SJ37
- 2014 SL37
- 2014 SM37
- 2014 SN37
- 2014 SO37
- 2014 SQ37
- 2014 SS37
- 2014 ST37
- 2014 SA38
- 2014 SC38
- 2014 SE38
- 2014 SH38
- 2014 SX38
- 2014 SZ38
- 2014 SL39
- 2014 SP39
- 2014 SV39
- 2014 SZ39
- 2014 SD40
- 2014 SE40
- 2014 SF40
- 2014 SG40
- 2014 SJ40
- 2014 SK40
- 2014 SS40
- 2014 ST40
- 2014 SH41
- 2014 SK41
- 2014 SN41
- 2014 SQ41
- 2014 SZ41
- 2014 SA42
- 2014 SC42
- 2014 SF42
- 2014 SG42
- 2014 SM42
- 2014 SN42
- 2014 SP42
- 2014 SQ42
- 2014 SW42
- 2014 SX42
- 2014 SZ42
- 2014 SA43
- 2014 SC43
- 2014 SH43
- 2014 SL43
- 2014 SM43
- 2014 SN43
- 2014 SO43
- 2014 SR43
- 2014 SS43
- 2014 SV43
- 2014 SX43
- 2014 SB44
- 2014 SD44
- 2014 SE44
- 2014 SG44
- 2014 SH44
- 2014 SK44
- 2014 SM44
- 2014 SP44
- 2014 SQ44
- 2014 SR44
- 2014 SS44
- 2014 ST44
- 2014 SV44
- 2014 SY44
- 2014 SA45
- 2014 SD45
- 2014 SF45
- 2014 SH45
- 2014 SK45
- 2014 SR45
- 2014 SS45
- 2014 ST45
- 2014 SV45
- 2014 SY45
- 2014 SC46
- 2014 SD46
- 2014 SF46
- 2014 SM46
- 2014 SO46
- 2014 SQ46
- 2014 SR46
- 2014 SS46
- 2014 SU46
- 2014 SC47
- 2014 SD47
- 2014 SE47
- 2014 SH47
- 2014 SJ47
- 2014 SL47
- 2014 SP47
- 2014 SR47
- 2014 SU47
- 2014 SW47
- 2014 SY47
- 2014 SA48
- 2014 SB48
- 2014 SF48
- 2014 SJ48
- 2014 SL48
- 2014 SO48
- 2014 SS48
- 2014 SU48
- 2014 SY48
- 2014 SE49
- 2014 SH49
- 2014 SL49
- 2014 SM49
- 2014 SP49
- 2014 ST49
- 2014 SU49
- 2014 SV49
- 2014 SW49
- 2014 SX49
- 2014 SD50
- 2014 SF50
- 2014 SG50
- 2014 SJ50
- 2014 SK50
- 2014 SL50
- 2014 SM50
- 2014 SN50
- 2014 SO50
- 2014 SP50
- 2014 SQ50
- 2014 SS50
- 2014 ST50
- 2014 SU50
- 2014 SV50
- 2014 SW50
- 2014 SZ50
- 2014 SB51
- 2014 SC51
- 2014 SF51
- 2014 SK51
- 2014 SL51
- 2014 SO51
- 2014 SP51
- 2014 SR51
- 2014 SS51
- 2014 SW51
- 2014 SX51
- 2014 SE52
- 2014 SG52
- 2014 SJ52
- 2014 SK52
- 2014 SL52
- 2014 SS52
- 2014 SU52
- 2014 SY52
- 2014 SB53
- 2014 SD53
- 2014 SJ53
- 2014 SK53
- 2014 SN53
- 2014 SO53
- 2014 SP53
- 2014 SR53
- 2014 SS53
- 2014 ST53
- 2014 SV53
- 2014 SW53
- 2014 SX53
- 2014 SC54
- 2014 SD54
- 2014 SE54
- 2014 SH54
- 2014 SJ54
- 2014 SM54
- 2014 SN54
- 2014 SP54
- 2014 SR54
- 2014 SX54
- 2014 SA55
- 2014 SC55
- 2014 SE55
- 2014 SF55
- 2014 SJ55
- 2014 SU55
- 2014 SV55
- 2014 SW55
- 2014 SZ55
- 2014 SK56
- 2014 SM56
- 2014 SO56
- 2014 SP56
- 2014 SR56
- 2014 ST56
- 2014 SX56
- 2014 SY56
- 2014 SA57
- 2014 SC57
- 2014 SD57
- 2014 SE57
- 2014 SG57
- 2014 SO57
- 2014 SP57
- 2014 SU57
- 2014 SY57
- 2014 SZ57
- 2014 SA58
- 2014 SD58
- 2014 SF58
- 2014 SK58
- 2014 SQ58
- 2014 SS58
- 2014 ST58
- 2014 SU58
- 2014 SV58
- 2014 SW58
- 2014 SX58
- 2014 SY58
- 2014 SZ58
- 2014 SA59
- 2014 SD59
- 2014 SG59
- 2014 SL59
- 2014 SO59
- 2014 SP59
- 2014 SQ59
- 2014 SS59
- 2014 SX59
- 2014 SY59
- 2014 SB60
- 2014 SG60
- 2014 SK60
- 2014 SN60
- 2014 SS60
- 2014 ST60
- 2014 SV60
- 2014 SW60
- 2014 SX60
- 2014 SA61
- 2014 SC61
- 2014 SE61
- 2014 SG61
- 2014 SJ61
- 2014 SK61
- 2014 SM61
- 2014 SO61
- 2014 SQ61
- 2014 SU61
- 2014 SV61
- 2014 SW61
- 2014 SX61
- 2014 SY61
- 2014 SA62
- 2014 SB62
- 2014 SC62
- 2014 SD62
- 2014 SF62
- 2014 SJ62
- 2014 SK62
- 2014 SM62
- 2014 SS62
- 2014 SU62
- 2014 SV62
- 2014 SX62
- 2014 SE63
- 2014 SM63
- 2014 SQ63
- 2014 ST63
- 2014 SU63
- 2014 SV63
- 2014 SY63
- 2014 SD64
- 2014 SE64
- 2014 SA65
- 2014 SD65
- 2014 SG65
- 2014 SM65
- 2014 SN65
- 2014 SP65
- 2014 SQ65
- 2014 SU65
- 2014 SV65
- 2014 SY65
- 2014 SZ65
- 2014 SG66
- 2014 SK66
- 2014 SP66
- 2014 SQ66
- 2014 ST66
- 2014 SV66
- 2014 SX66
- 2014 SZ66
- 2014 SD67
- 2014 SH67
- 2014 SK67
- 2014 SL67
- 2014 SP67
- 2014 SV67
- 2014 SX67
- 2014 SY67
- 2014 SE68
- 2014 SG68
- 2014 SL68
- 2014 SM68
- 2014 SO68
- 2014 SR68
- 2014 SU68
- 2014 SY68
- 2014 SA69
- 2014 SD69
- 2014 SE69
- 2014 SF69
- 2014 SH69
- 2014 SJ69
- 2014 SK69
- 2014 SN69
- 2014 SO69
- 2014 SQ69
- 2014 SR69
- 2014 ST69
- 2014 SV69
- 2014 SX69
- 2014 SY69
- 2014 SE70
- 2014 SF70
- 2014 SL70
- 2014 SO70
- 2014 ST70
- 2014 SV70
- 2014 SW70
- 2014 SD71
- 2014 SG71
- 2014 SH71
- 2014 SK71
- 2014 SL71
- 2014 SM71
- 2014 SN71
- 2014 SS71
- 2014 ST71
- 2014 SW71
- 2014 SX71
- 2014 SC72
- 2014 SE72
- 2014 SF72
- 2014 SG72
- 2014 SL72
- 2014 SM72
- 2014 SO72
- 2014 SQ72
- 2014 SW72
- 2014 SY72
- 2014 SZ72
- 2014 SE73
- 2014 SG73
- 2014 SJ73
- 2014 SM73
- 2014 SO73
- 2014 SP73
- 2014 SQ73
- 2014 SS73
- 2014 SX73
- 2014 SY73
- 2014 SA74
- 2014 SB74
- 2014 SC74
- 2014 SG74
- 2014 SK74
- 2014 SM74
- 2014 SN74
- 2014 SQ74
- 2014 ST74
- 2014 SV74
- 2014 SY74
- 2014 SB75
- 2014 SD75
- 2014 SJ75
- 2014 SM75
- 2014 SO75
- 2014 SP75
- 2014 ST75
- 2014 SX75
- 2014 SZ75
- 2014 SD76
- 2014 SN76
- 2014 SY76
- 2014 SB77
- 2014 SC77
- 2014 SK77
- 2014 SN77
- 2014 SV77
- 2014 SX77
- 2014 SY77
- 2014 SZ77
- 2014 SD78
- 2014 SE78
- 2014 SF78
- 2014 SJ78
- 2014 SR78
- 2014 SS78
- 2014 ST78
- 2014 SW78
- 2014 SX78
- 2014 SY78
- 2014 SZ78
- 2014 SA79
- 2014 SC79
- 2014 SJ79
- 2014 SS79
- 2014 SU79
- 2014 SV79
- 2014 SY79
- 2014 SC80
- 2014 SD80
- 2014 SE80
- 2014 SH80
- 2014 SN80
- 2014 SR80
- 2014 ST80
- 2014 SA81
- 2014 SM81
- 2014 SO81
- 2014 SQ81
- 2014 SS81
- 2014 ST81
- 2014 SV81
- 2014 SB82
- 2014 SD82
- 2014 SE82
- 2014 SG82
- 2014 SJ82
- 2014 SK82
- 2014 SN82
- 2014 SO82
- 2014 SP82
- 2014 SS82
- 2014 ST82
- 2014 SY82
- 2014 SA83
- 2014 SB83
- 2014 SC83
- 2014 SE83
- 2014 SG83
- 2014 SH83
- 2014 SK83
- 2014 SM83
- 2014 SN83
- 2014 SQ83
- 2014 SS83
- 2014 ST83
- 2014 SU83
- 2014 SW83
- 2014 SX83
- 2014 SY83
- 2014 SZ83
- 2014 SB84
- 2014 SF84
- 2014 SJ84
- 2014 SK84
- 2014 SP84
- 2014 SQ84
- 2014 SS84
- 2014 ST84
- 2014 SV84
- 2014 SW84
- 2014 SX84
- 2014 SA85
- 2014 SE85
- 2014 SG85
- 2014 SK85
- 2014 SM85
- 2014 SP85
- 2014 SU85
- 2014 SV85
- 2014 SW85
- 2014 SY85
- 2014 SZ85
- 2014 SA86
- 2014 SD86
- 2014 SF86
- 2014 SN86
- 2014 SO86
- 2014 ST86
- 2014 SU86
- 2014 SE87
- 2014 SL87
- 2014 SN87
- 2014 SO87
- 2014 SP87
- 2014 SQ87
- 2014 SS87
- 2014 ST87
- 2014 SV87
- 2014 SW87
- 2014 SA88
- 2014 SB88
- 2014 SC88
- 2014 SK88
- 2014 SL88
- 2014 SM88
- 2014 SQ88
- 2014 SR88
- 2014 ST88
- 2014 SU88
- 2014 SV88
- 2014 SW88
- 2014 SX88
- 2014 SB89
- 2014 SC89
- 2014 SD89
- 2014 SG89
- 2014 SJ89
- 2014 SL89
- 2014 SO89
- 2014 SR89
- 2014 SS89
- 2014 SW89
- 2014 SX89
- 2014 SA90
- 2014 SB90
- 2014 SD90
- 2014 SE90
- 2014 SF90
- 2014 SK90
- 2014 SL90
- 2014 SN90
- 2014 SO90
- 2014 SQ90
- 2014 SR90
- 2014 SS90
- 2014 SU90
- 2014 SW90
- 2014 SA91
- 2014 SB91
- 2014 SD91
- 2014 SE91
- 2014 SG91
- 2014 SH91
- 2014 SJ91
- 2014 SK91
- 2014 SN91
- 2014 SO91
- 2014 SQ91
- 2014 SR91
- 2014 SS91
- 2014 SV91
- 2014 SW91
- 2014 SZ91
- 2014 SB92
- 2014 SC92
- 2014 SH92
- 2014 SL92
- 2014 SN92
- 2014 SO92
- 2014 SQ92
- 2014 SU92
- 2014 SW92
- 2014 SX92
- 2014 SY92
- 2014 SD93
- 2014 SE93
- 2014 SG93
- 2014 SH93
- 2014 SK93
- 2014 SM93
- 2014 SN93
- 2014 SR93
- 2014 SS93
- 2014 ST93
- 2014 SV93
- 2014 SZ93
- 2014 SA94
- 2014 SD94
- 2014 SF94
- 2014 SJ94
- 2014 SL94
- 2014 SN94
- 2014 SP94
- 2014 SQ94
- 2014 SS94
- 2014 SX94
- 2014 SY94
- 2014 SB95
- 2014 SC95
- 2014 SD95
- 2014 SE95
- 2014 SF95
- 2014 SG95
- 2014 SJ95
- 2014 SL95
- 2014 SO95
- 2014 SR95
- 2014 ST95
- 2014 SV95
- 2014 SX95
- 2014 SY95
- 2014 SB96
- 2014 SD96
- 2014 SF96
- 2014 SG96
- 2014 SH96
- 2014 SK96
- 2014 SN96
- 2014 SO96
- 2014 SR96
- 2014 SU96
- 2014 SW96
- 2014 SX96
- 2014 SD97
- 2014 SF97
- 2014 SJ97
- 2014 SM97
- 2014 SO97
- 2014 SQ97
- 2014 SR97
- 2014 ST97
- 2014 SU97
- 2014 SW97
- 2014 SA98
- 2014 SB98
- 2014 SD98
- 2014 SK98
- 2014 SM98
- 2014 SN98
- 2014 SO98
- 2014 SP98
- 2014 SR98
- 2014 SS98
- 2014 SU98
- 2014 SW98
- 2014 SX98
- 2014 SZ98
- 2014 SB99
- 2014 SC99
- 2014 SF99
- 2014 SG99
- 2014 SJ99
- 2014 SK99
- 2014 SL99
- 2014 SN99
- 2014 SP99
- 2014 SS99
- 2014 ST99
- 2014 SU99
- 2014 SV99
- 2014 SX99
- 2014 SZ99
- 2014 SB100
- 2014 SD100
- 2014 SE100
- 2014 SF100
- 2014 SG100
- 2014 SH100
- 2014 SJ100
- 2014 SK100
- 2014 SL100
- 2014 SN100
- 2014 SP100
- 2014 SQ100
- 2014 ST100
- 2014 SV100
- 2014 SX100
- 2014 SY100
- 2014 SA101
- 2014 SD101
- 2014 SE101
- 2014 SG101
- 2014 SH101
- 2014 SK101
- 2014 SL101
- 2014 SM101
- 2014 SN101
- 2014 SP101
- 2014 SQ101
- 2014 SR101
- 2014 SS101
- 2014 ST101
- 2014 SU101
- 2014 SV101
- 2014 SW101
- 2014 SX101
- 2014 SY101
- 2014 SA102
- 2014 SC102
- 2014 SD102
- 2014 SE102
- 2014 SJ102
- 2014 SK102
- 2014 SL102
- 2014 SN102
- 2014 SO102
- 2014 SQ102
- 2014 SS102
- 2014 SV102
- 2014 SY102
- 2014 SZ102
- 2014 SB103
- 2014 SF103
- 2014 SG103
- 2014 SH103
- 2014 SK103
- 2014 SL103
- 2014 SO103
- 2014 SP103
- 2014 SR103
- 2014 SS103
- 2014 ST103
- 2014 SU103
- 2014 SW103
- 2014 SX103
- 2014 SB104
- 2014 SD104
- 2014 SE104
- 2014 SF104
- 2014 SG104
- 2014 SJ104
- 2014 SM104
- 2014 SP104
- 2014 SS104
- 2014 SU104
- 2014 SW104
- 2014 SX104
- 2014 SZ104
- 2014 SC105
- 2014 SD105
- 2014 SF105
- 2014 SH105
- 2014 SN105
- 2014 SO105
- 2014 SQ105
- 2014 ST105
- 2014 SU105
- 2014 SV105
- 2014 SW105
- 2014 SX105
- 2014 SA106
- 2014 SC106
- 2014 SD106
- 2014 SE106
- 2014 SK106
- 2014 SN106
- 2014 SO106
- 2014 SP106
- 2014 SR106
- 2014 SS106
- 2014 SW106
- 2014 SY106
- 2014 SB107
- 2014 SC107
- 2014 SD107
- 2014 SE107
- 2014 SF107
- 2014 SH107
- 2014 SK107
- 2014 SN107
- 2014 SO107
- 2014 SP107
- 2014 SW107
- 2014 SY107
- 2014 SC108
- 2014 SE108
- 2014 SF108
- 2014 SH108
- 2014 SM108
- 2014 SQ108
- 2014 SU108
- 2014 SV108
- 2014 SW108
- 2014 SX108
- 2014 SA109
- 2014 SC109
- 2014 SF109
- 2014 SJ109
- 2014 SL109
- 2014 SN109
- 2014 SR109
- 2014 SU109
- 2014 SV109
- 2014 SW109
- 2014 SX109
- 2014 SY109
- 2014 SZ109
- 2014 SC110
- 2014 SF110
- 2014 SH110
- 2014 SJ110
- 2014 SK110
- 2014 SP110
- 2014 SR110
- 2014 ST110
- 2014 SV110
- 2014 SX110
- 2014 SY110
- 2014 SC111
- 2014 SD111
- 2014 SG111
- 2014 SJ111
- 2014 SK111
- 2014 SN111
- 2014 SP111
- 2014 SQ111
- 2014 ST111
- 2014 SY111
- 2014 SF112
- 2014 SG112
- 2014 SM112
- 2014 SN112
- 2014 SP112
- 2014 SQ112
- 2014 SR112
- 2014 SS112
- 2014 ST112
- 2014 SV112
- 2014 SX112
- 2014 SY112
- 2014 SZ112
- 2014 SB113
- 2014 SF113
- 2014 SH113
- 2014 SK113
- 2014 SL113
- 2014 SO113
- 2014 SP113
- 2014 SQ113
- 2014 SR113
- 2014 SS113
- 2014 ST113
- 2014 SU113
- 2014 SV113
- 2014 SW113
- 2014 SX113
- 2014 SB114
- 2014 SC114
- 2014 SG114
- 2014 SH114
- 2014 SJ114
- 2014 SL114
- 2014 SO114
- 2014 SP114
- 2014 SQ114
- 2014 SR114
- 2014 SS114
- 2014 SV114
- 2014 SA115
- 2014 SB115
- 2014 SD115
- 2014 SL115
- 2014 SN115
- 2014 SO115
- 2014 SP115
- 2014 ST115
- 2014 SV115
- 2014 SW115
- 2014 SC116
- 2014 SD116
- 2014 SH116
- 2014 SL116
- 2014 SN116
- 2014 SR116
- 2014 ST116
- 2014 SU116
- 2014 SX116
- 2014 SY116
- 2014 SB117
- 2014 SC117
- 2014 SG117
- 2014 SH117
- 2014 SN117
- 2014 SO117
- 2014 SV117
- 2014 SX117
- 2014 SY117
- 2014 SB118
- 2014 SC118
- 2014 SD118
- 2014 SE118
- 2014 SF118
- 2014 SJ118
- 2014 SK118
- 2014 SP118
- 2014 SR118
- 2014 SS118
- 2014 SU118
- 2014 SV118
- 2014 SA119
- 2014 SB119
- 2014 SC119
- 2014 SE119
- 2014 SJ119
- 2014 SS119
- 2014 ST119
- 2014 SU119
- 2014 SX119
- 2014 SE120
- 2014 SG120
- 2014 SH120
- 2014 SL120
- 2014 SN120
- 2014 SQ120
- 2014 SR120
- 2014 ST120
- 2014 SU120
- 2014 SY120
- 2014 SA121
- 2014 SC121
- 2014 SD121
- 2014 SF121
- 2014 SG121
- 2014 SH121
- 2014 SJ121
- 2014 SK121
- 2014 SL121
- 2014 SM121
- 2014 SN121
- 2014 SO121
- 2014 SP121
- 2014 SQ121
- 2014 ST121
- 2014 SV121
- 2014 SW121
- 2014 SX121
- 2014 SZ121
- 2014 SC122
- 2014 SE122
- 2014 SF122
- 2014 SH122
- 2014 SJ122
- 2014 SK122
- 2014 SL122
- 2014 SM122
- 2014 SQ122
- 2014 SR122
- 2014 SU122
- 2014 SV122
- 2014 SX122
- 2014 SZ122
- 2014 SA123
- 2014 SC123
- 2014 SE123
- 2014 SF123
- 2014 SH123
- 2014 SJ123
- 2014 SL123
- 2014 SM123
- 2014 SQ123
- 2014 SU123
- 2014 SV123
- 2014 SY123
- 2014 SB124
- 2014 SC124
- 2014 SJ124
- 2014 SK124
- 2014 SM124
- 2014 SN124
- 2014 SO124
- 2014 SP124
- 2014 SQ124
- 2014 SV124
- 2014 SW124
- 2014 SX124
- 2014 SY124
- 2014 SZ124
- 2014 SA125
- 2014 SC125
- 2014 SD125
- 2014 SE125
- 2014 SF125
- 2014 SG125
- 2014 SJ125
- 2014 SM125
- 2014 SO125
- 2014 SP125
- 2014 SR125
- 2014 SZ125
- 2014 SA126
- 2014 SG126
- 2014 SH126
- 2014 SL126
- 2014 SM126
- 2014 SQ126
- 2014 SS126
- 2014 ST126
- 2014 SZ126
- 2014 SA127
- 2014 SC127
- 2014 SG127
- 2014 SK127
- 2014 SP127
- 2014 SS127
- 2014 ST127
- 2014 SU127
- 2014 SW127
- 2014 SX127
- 2014 SY127
- 2014 SC128
- 2014 SK128
- 2014 SN128
- 2014 SQ128
- 2014 SR128
- 2014 SS128
- 2014 ST128
- 2014 SV128
- 2014 SW128
- 2014 SB129
- 2014 SD129
- 2014 SF129
- 2014 SG129
- 2014 SH129
- 2014 SL129
- 2014 SO129
- 2014 SP129
- 2014 SQ129
- 2014 SS129
- 2014 SU129
- 2014 SV129
- 2014 SW129
- 2014 SX129
- 2014 SY129
- 2014 SA130
- 2014 SD130
- 2014 SG130
- 2014 SH130
- 2014 SM130
- 2014 SN130
- 2014 SQ130
- 2014 SR130
- 2014 SS130
- 2014 ST130
- 2014 SV130
- 2014 SA131
- 2014 SB131
- 2014 SC131
- 2014 SE131
- 2014 SH131
- 2014 SJ131
- 2014 SM131
- 2014 SN131
- 2014 SQ131
- 2014 SR131
- 2014 SA132
- 2014 SC132
- 2014 SG132
- 2014 SN132
- 2014 SO132
- 2014 SQ132
- 2014 SS132
- 2014 SU132
- 2014 SV132
- 2014 SX132
- 2014 SY132
- 2014 SZ132
- 2014 SA133
- 2014 SB133
- 2014 SC133
- 2014 SH133
- 2014 SL133
- 2014 SX133
- 2014 SZ133
- 2014 SG134
- 2014 SH134
- 2014 SJ134
- 2014 SO134
- 2014 SQ134
- 2014 SY134
- 2014 SZ134
- 2014 SA135
- 2014 SB135
- 2014 SD135
- 2014 SN135
- 2014 SW135
- 2014 SC136
- 2014 SD136
- 2014 SE136
- 2014 SH136
- 2014 SK136
- 2014 SL136
- 2014 SO136
- 2014 SQ136
- 2014 SR136
- 2014 SB137
- 2014 SC137
- 2014 SE137
- 2014 SF137
- 2014 SH137
- 2014 SJ137
- 2014 SN137
- 2014 SP137
- 2014 ST137
- 2014 SU137
- 2014 SV137
- 2014 SY137
- 2014 SA138
- 2014 SD138
- 2014 SE138
- 2014 SG138
- 2014 SH138
- 2014 SK138
- 2014 SL138
- 2014 SM138
- 2014 SP138
- 2014 SQ138
- 2014 SS138
- 2014 ST138
- 2014 SV138
- 2014 SW138
- 2014 SX138
- 2014 SY138
- 2014 SA139
- 2014 SB139
- 2014 SC139
- 2014 SD139
- 2014 SE139
- 2014 SF139
- 2014 SG139
- 2014 SH139
- 2014 SK139
- 2014 SL139
- 2014 SM139
- 2014 SO139
- 2014 SP139
- 2014 SR139
- 2014 ST139
- 2014 SU139
- 2014 SW139
- 2014 SY139
- 2014 SZ139
- 2014 SA140
- 2014 SC140
- 2014 SE140
- 2014 SF140
- 2014 SH140
- 2014 SK140
- 2014 SL140
- 2014 ST140
- 2014 SY140
- 2014 SF141
- 2014 SK141
- 2014 SP141
- 2014 SQ141
- 2014 SR141
- 2014 SS141
- 2014 ST141
- 2014 SU141
- 2014 SV141
- 2014 SW141
- 2014 SX141
- 2014 SY141
- 2014 SZ141
- 2014 SB142
- 2014 SE142
- 2014 SF142
- 2014 SG142
- 2014 SH142
- 2014 SJ142
- 2014 SK142
- 2014 SL142
- 2014 SM142
- 2014 SN142
- 2014 SO142
- 2014 SP142
- 2014 SQ142
- 2014 SR142
- 2014 ST142
- 2014 SU142
- 2014 SV142
- 2014 SW142
- 2014 SX142
- 2014 SB143
- 2014 SC143
- 2014 SD143
- 2014 SG143
- 2014 SH143
- 2014 SJ143
- 2014 SK143
- 2014 SN143
- 2014 SP143
- 2014 SQ143
- 2014 SR143
- 2014 SS143
- 2014 ST143
- 2014 SU143
- 2014 SV143
- 2014 SW143
- 2014 SX143
- 2014 SY143
- 2014 SA144
- 2014 SC144
- 2014 SD144
- 2014 SE144
- 2014 SF144
- 2014 SH144
- 2014 SP144
- 2014 SU144
- 2014 SV144
- 2014 SW144
- 2014 SX144
- 2014 SY144
- 2014 SZ144
- 2014 SA145
- 2014 SB145
- 2014 SC145
- 2014 SD145
- 2014 SE145
- 2014 SF145
- 2014 SG145
- 2014 SP145
- 2014 SS145
- 2014 SW145
- 2014 SZ145
- 2014 SC146
- 2014 SD146
- 2014 SF146
- 2014 SH146
- 2014 SJ146
- 2014 SK146
- 2014 SL146
- 2014 SO146
- 2014 SS146
- 2014 ST146
- 2014 SU146
- 2014 SW146
- 2014 SX146
- 2014 SY146
- 2014 SZ146
- 2014 SG147
- 2014 SK147
- 2014 SL147
- 2014 SN147
- 2014 SP147
- 2014 SR147
- 2014 ST147
- 2014 SX147
- 2014 SY147
- 2014 SE148
- 2014 SG148
- 2014 SO148
- 2014 SW148
- 2014 SX148
- 2014 SZ148
- 2014 SH149
- 2014 SO149
- 2014 SR149
- 2014 ST149
- 2014 SX149
- 2014 SZ149
- 2014 SE150
- 2014 SK150
- 2014 SP150
- 2014 SX150
- 2014 SG151
- 2014 SJ151
- 2014 SK151
- 2014 SL151
- 2014 SN151
- 2014 SR151
- 2014 SV151
- 2014 SW151
- 2014 SX151
- 2014 SY151
- 2014 SZ151
- 2014 SF152
- 2014 SG152
- 2014 SH152
- 2014 SK152
- 2014 SL152
- 2014 ST152
- 2014 SZ152
- 2014 SB153
- 2014 SM153
- 2014 SN153
- 2014 SR153
- 2014 SS153
- 2014 SB154
- 2014 SJ154
- 2014 SQ154
- 2014 SX154
- 2014 SD155
- 2014 SK155
- 2014 SN155
- 2014 SO155
- 2014 SR155
- 2014 SU155
- 2014 SW155
- 2014 SZ155
- 2014 SC156
- 2014 SH156
- 2014 SK156
- 2014 SP156
- 2014 SS156
- 2014 ST156
- 2014 SA157
- 2014 SB157
- 2014 SQ157
- 2014 SU157
- 2014 SZ157
- 2014 SC158
- 2014 SS158
- 2014 ST158
- 2014 SU158
- 2014 SV158
- 2014 SA159
- 2014 SF159
- 2014 SR159
- 2014 SV159
- 2014 SE160
- 2014 SF160
- 2014 SP160
- 2014 SQ160
- 2014 ST160
- 2014 SX160
- 2014 SA161
- 2014 SH161
- 2014 SJ161
- 2014 SM161
- 2014 SN161
- 2014 SP161
- 2014 SQ161
- 2014 SR161
- 2014 SU161
- 2014 SV161
- 2014 SW161
- 2014 SX161
- 2014 SY161
- 2014 SD162
- 2014 SE162
- 2014 SJ162
- 2014 SO162
- 2014 SP162
- 2014 SR162
- 2014 ST162
- 2014 SU162
- 2014 SW162
- 2014 SA163
- 2014 SB163
- 2014 SH163
- 2014 SK163
- 2014 SL163
- 2014 SM163
- 2014 SN163
- 2014 SO163
- 2014 SQ163
- 2014 SU163
- 2014 SV163
- 2014 SY163
- 2014 SZ163
- 2014 SB164
- 2014 SL164
- 2014 SN164
- 2014 SQ164
- 2014 ST164
- 2014 SV164
- 2014 SC165
- 2014 SD165
- 2014 SE165
- 2014 SF165
- 2014 SM165
- 2014 SQ165
- 2014 SR165
- 2014 SV165
- 2014 SW165
- 2014 SA166
- 2014 SH166
- 2014 SP166
- 2014 SQ166
- 2014 SV166
- 2014 SW166
- 2014 SY166
- 2014 SB167
- 2014 SC167
- 2014 SF167
- 2014 SG167
- 2014 SJ167
- 2014 SK167
- 2014 SL167
- 2014 SM167
- 2014 SR167
- 2014 ST167
- 2014 SV167
- 2014 SW167
- 2014 SX167
- 2014 SY167
- 2014 SZ167
- 2014 SA168
- 2014 SC168
- 2014 SD168
- 2014 SE168
- 2014 SG168
- 2014 SH168
- 2014 SK168
- 2014 SL168
- 2014 SO168
- 2014 SQ168
- 2014 SR168
- 2014 ST168
- 2014 SV168
- 2014 SX168
- 2014 SY168
- 2014 SC169
- 2014 SD169
- 2014 SE169
- 2014 SF169
- 2014 SJ169
- 2014 SL169
- 2014 SM169
- 2014 ST169
- 2014 SV169
- 2014 SX169
- 2014 SB170
- 2014 SF170
- 2014 SG170
- 2014 SH170
- 2014 SJ170
- 2014 SL170
- 2014 SM170
- 2014 SO170
- 2014 SP170
- 2014 ST170
- 2014 SA171
- 2014 SB171
- 2014 SE171
- 2014 SH171
- 2014 SJ171
- 2014 SP171
- 2014 SR171
- 2014 SS171
- 2014 SU171
- 2014 SV171
- 2014 SX171
- 2014 SB172
- 2014 SD172
- 2014 SH172
- 2014 SJ172
- 2014 SL172
- 2014 SM172
- 2014 SN172
- 2014 SP172
- 2014 SQ172
- 2014 SS172
- 2014 SU172
- 2014 SV172
- 2014 SY172
- 2014 SZ172
- 2014 SA173
- 2014 SF173
- 2014 SJ173
- 2014 SL173
- 2014 SO173
- 2014 SR173
- 2014 ST173
- 2014 SU173
- 2014 SV173
- 2014 SW173
- 2014 SA174
- 2014 SC174
- 2014 SD174
- 2014 SE174
- 2014 SJ174
- 2014 SK174
- 2014 SN174
- 2014 SP174
- 2014 SR174
- 2014 SS174
- 2014 SW174
- 2014 SX174
- 2014 SZ174
- 2014 SC175
- 2014 SD175
- 2014 SE175
- 2014 SG175
- 2014 SK175
- 2014 SL175
- 2014 SN175
- 2014 ST175
- 2014 SV175
- 2014 SY175
- 2014 SA176
- 2014 SF176
- 2014 SJ176
- 2014 SL176
- 2014 SM176
- 2014 SN176
- 2014 SO176
- 2014 SP176
- 2014 SQ176
- 2014 SS176
- 2014 SU176
- 2014 SW176
- 2014 SX176
- 2014 SA177
- 2014 SB177
- 2014 SC177
- 2014 SE177
- 2014 SG177
- 2014 SH177
- 2014 SJ177
- 2014 SO177
- 2014 SR177
- 2014 SS177
- 2014 SU177
- 2014 SW177
- 2014 SZ177
- 2014 SA178
- 2014 SD178
- 2014 SE178
- 2014 SM178
- 2014 SR178
- 2014 SS178
- 2014 ST178
- 2014 SY178
- 2014 SE179
- 2014 SO179
- 2014 SP179
- 2014 SQ179
- 2014 SR179
- 2014 SS179
- 2014 SU179
- 2014 SV179
- 2014 SW179
- 2014 SZ179
- 2014 SB180
- 2014 SF180
- 2014 SK180
- 2014 SL180
- 2014 SN180
- 2014 SO180
- 2014 SQ180
- 2014 SU180
- 2014 SC181
- 2014 SE181
- 2014 SL181
- 2014 SM181
- 2014 SP181
- 2014 SW181
- 2014 SY181
- 2014 SA182
- 2014 SB182
- 2014 SG182
- 2014 SK182
- 2014 SL182
- 2014 SQ182
- 2014 SR182
- 2014 SZ182
- 2014 SC183
- 2014 SD183
- 2014 SJ183
- 2014 SM183
- 2014 ST183
- 2014 SW183
- 2014 SL184
- 2014 SR184
- 2014 SS184
- 2014 SC185
- 2014 SG185
- 2014 SK185
- 2014 SL185
- 2014 SM185
- 2014 SO185
- 2014 SS185
- 2014 SU185
- 2014 SX185
- 2014 SE186
- 2014 SL186
- 2014 SO186
- 2014 SQ186
- 2014 SR186
- 2014 SS186
- 2014 SV186
- 2014 SX186
- 2014 SY186
- 2014 SA187
- 2014 SC187
- 2014 SF187
- 2014 SK187
- 2014 SV187
- 2014 SW187
- 2014 SF188
- 2014 SH188
- 2014 SJ188
- 2014 SN188
- 2014 SQ188
- 2014 SS188
- 2014 SU188
- 2014 SV188
- 2014 SX188
- 2014 SY188
- 2014 SD189
- 2014 SE189
- 2014 SF189
- 2014 SG189
- 2014 SH189
- 2014 SJ189
- 2014 SL189
- 2014 SM189
- 2014 SQ189
- 2014 SW189
- 2014 SY189
- 2014 SB190
- 2014 SC190
- 2014 SD190
- 2014 SE190
- 2014 SF190
- 2014 SJ190
- 2014 SK190
- 2014 SL190
- 2014 SN190
- 2014 SO190
- 2014 SQ190
- 2014 SR190
- 2014 SB191
- 2014 SD191
- 2014 SK191
- 2014 SL191
- 2014 SM191
- 2014 ST191
- 2014 SU191
- 2014 SX191
- 2014 SY191
- 2014 SZ191
- 2014 SB192
- 2014 SD192
- 2014 SH192
- 2014 SJ192
- 2014 SK192
- 2014 SM192
- 2014 SQ192
- 2014 SV192
- 2014 SY192
- 2014 SZ192
- 2014 SB193
- 2014 SE193
- 2014 SG193
- 2014 SH193
- 2014 SO193
- 2014 SQ193
- 2014 SR193
- 2014 SV193
- 2014 SX193
- 2014 SB194
- 2014 SD194
- 2014 SE194
- 2014 SJ194
- 2014 SM194
- 2014 SP194
- 2014 SQ194
- 2014 SS194
- 2014 ST194
- 2014 SU194
- 2014 SW194
- 2014 SZ194
- 2014 SB195
- 2014 SC195
- 2014 SD195
- 2014 SH195
- 2014 SK195
- 2014 SN195
- 2014 SS195
- 2014 ST195
- 2014 SW195
- 2014 SZ195
- 2014 SB196
- 2014 SG196
- 2014 SJ196
- 2014 SM196
- 2014 SN196
- 2014 SV196
- 2014 SX196
- 2014 SB197
- 2014 SD197
- 2014 SE197
- 2014 SH197
- 2014 SK197
- 2014 ST197
- 2014 SV197
- 2014 SX197
- 2014 SB198
- 2014 SC198
- 2014 SD198
- 2014 SE198
- 2014 SG198
- 2014 SN198
- 2014 SQ198
- 2014 SR198
- 2014 SA199
- 2014 SB199
- 2014 SD199
- 2014 SJ199
- 2014 SM199
- 2014 SP199
- 2014 SR199
- 2014 SW199
- 2014 SB200
- 2014 SG200
- 2014 SH200
- 2014 SK200
- 2014 SM200
- 2014 SP200
- 2014 SR200
- 2014 SS200
- 2014 ST200
- 2014 SU200
- 2014 SX200
- 2014 SZ200
- 2014 SC201
- 2014 SD201
- 2014 SE201
- 2014 SF201
- 2014 SG201
- 2014 SJ201
- 2014 SR201
- 2014 SU201
- 2014 SA202
- 2014 SC202
- 2014 SD202
- 2014 SK202
- 2014 SQ202
- 2014 SS202
- 2014 SV202
- 2014 SW202
- 2014 SX202
- 2014 SY202
- 2014 SA203
- 2014 SD203
- 2014 SE203
- 2014 SG203
- 2014 SH203
- 2014 SK203
- 2014 SN203
- 2014 SO203
- 2014 SR203
- 2014 SW203
- 2014 SY203
- 2014 SE204
- 2014 SG204
- 2014 SH204
- 2014 SL204
- 2014 SM204
- 2014 SN204
- 2014 SR204
- 2014 SV204
- 2014 SC205
- 2014 SD205
- 2014 SE205
- 2014 SF205
- 2014 SL205
- 2014 SN205
- 2014 SQ205
- 2014 SU205
- 2014 SX205
- 2014 SZ205
- 2014 SA206
- 2014 SG206
- 2014 SH206
- 2014 SJ206
- 2014 SL206
- 2014 SR206
- 2014 SV206
- 2014 SA207
- 2014 SC207
- 2014 SF207
- 2014 SV207
- 2014 SW207
- 2014 SX207
- 2014 SE208
- 2014 SF208
- 2014 SK208
- 2014 SP208
- 2014 SQ208
- 2014 SU208
- 2014 SA209
- 2014 SB209
- 2014 SC209
- 2014 SE209
- 2014 SF209
- 2014 SL209
- 2014 SM209
- 2014 SQ209
- 2014 SW209
- 2014 SO210
- 2014 SV210
- 2014 SE211
- 2014 SF211
- 2014 SK211
- 2014 SL211
- 2014 SM211
- 2014 SV211
- 2014 SX211
- 2014 SE212
- 2014 SO212
- 2014 SQ212
- 2014 SS212
- 2014 SZ212
- 2014 SD213
- 2014 SF213
- 2014 SJ213
- 2014 SK213
- 2014 SM213
- 2014 SO213
- 2014 SW213
- 2014 SE214
- 2014 SX214
- 2014 SU215
- 2014 SZ216
- 2014 SO217
- 2014 SU217
- 2014 SX217
- 2014 SD218
- 2014 SE218
- 2014 SN218
- 2014 SM219
- 2014 SQ219
- 2014 SU219
- 2014 SD220
- 2014 SO220
- 2014 SP220
- 2014 ST220
- 2014 SZ220
- 2014 SC221
- 2014 SE221
- 2014 SF221
- 2014 SG221
- 2014 SP221
- 2014 SY221
- 2014 SC222
- 2014 SD222
- 2014 SH222
- 2014 SN222
- 2014 SX222
- 2014 SE223
- 2014 SQ223
- 2014 SR223
- 2014 SS223
- 2014 ST223
- 2014 SU223
- 2014 SZ223
- 2014 SA224
- 2014 SB224
- 2014 SC224
- 2014 SF224
- 2014 SG224
- 2014 SH224
- 2014 SK224
- 2014 SR224
- 2014 ST224
- 2014 SU224
- 2014 SV224
- 2014 SX224
- 2014 SB225
- 2014 SC225
- 2014 SE225
- 2014 SG225
- 2014 SH225
- 2014 SN225
- 2014 SP225
- 2014 SR225
- 2014 SS225
- 2014 SY225
- 2014 SD226
- 2014 SG226
- 2014 SK226
- 2014 SR226
- 2014 ST226
- 2014 SU226
- 2014 SE227
- 2014 SN227
- 2014 SQ227
- 2014 SS227
- 2014 SC228
- 2014 SG228
- 2014 SL228
- 2014 ST228
- 2014 SV228
- 2014 SA229
- 2014 SB229
- 2014 SC229
- 2014 SP229
- 2014 SV229
- 2014 SX229
- 2014 SE230
- 2014 SJ230
- 2014 SL230
- 2014 SM230
- 2014 SN230
- 2014 SO230
- 2014 SV230
- 2014 SY230
- 2014 SA231
- 2014 SC231
- 2014 SH231
- 2014 SJ231
- 2014 SL231
- 2014 SN231
- 2014 SQ231
- 2014 SR231
- 2014 SU231
- 2014 SW231
- 2014 SD232
- 2014 SF232
- 2014 SH232
- 2014 SJ232
- 2014 SL232
- 2014 SM232
- 2014 SO232
- 2014 SW232
- 2014 SA233
- 2014 SC233
- 2014 SD233
- 2014 SE233
- 2014 SF233
- 2014 SH233
- 2014 SQ233
- 2014 SX233
- 2014 SD234
- 2014 ST234
- 2014 SZ234
- 2014 SD235
- 2014 SG235
- 2014 SH235
- 2014 SJ235
- 2014 SK235
- 2014 SM235
- 2014 SN235
- 2014 SQ235
- 2014 SS235
- 2014 ST235
- 2014 SU235
- 2014 SV235
- 2014 SA236
- 2014 SB236
- 2014 SE236
- 2014 SG236
- 2014 SJ236
- 2014 SL236
- 2014 SM236
- 2014 SN236
- 2014 SU236
- 2014 SX236
- 2014 SB237
- 2014 SC237
- 2014 SH237
- 2014 SL237
- 2014 SM237
- 2014 SN237
- 2014 SP237
- 2014 SR237
- 2014 SZ237
- 2014 SA238
- 2014 SF238
- 2014 SH238
- 2014 SK238
- 2014 SN238
- 2014 SS238
- 2014 SW238
- 2014 SG239
- 2014 SM239
- 2014 SS239
- 2014 SC240
- 2014 SP240
- 2014 SU240
- 2014 SZ240
- 2014 SG241
- 2014 SH241
- 2014 SR241
- 2014 SS241
- 2014 SE242
- 2014 SH242
- 2014 SM242
- 2014 SN242
- 2014 SP242
- 2014 SR242
- 2014 SD243
- 2014 SK243
- 2014 SM243
- 2014 SN243
- 2014 SR243
- 2014 ST243
- 2014 SY243
- 2014 SZ243
- 2014 SC244
- 2014 SD244
- 2014 SE244
- 2014 SF244
- 2014 SH244
- 2014 SL244
- 2014 SM244
- 2014 SN244
- 2014 SP244
- 2014 SW244
- 2014 SZ244
- 2014 SA245
- 2014 SB245
- 2014 SE245
- 2014 SF245
- 2014 SH245
- 2014 SJ245
- 2014 SL245
- 2014 SM245
- 2014 SN245
- 2014 SO245
- 2014 SP245
- 2014 SS245
- 2014 ST245
- 2014 SW245
- 2014 SB246
- 2014 SL246
- 2014 SS246
- 2014 ST246
- 2014 SV246
- 2014 SX246
- 2014 SD247
- 2014 SJ247
- 2014 SK247
- 2014 SN247
- 2014 SS247
- 2014 SW247
- 2014 SA248
- 2014 SD248
- 2014 SH248
- 2014 SJ248
- 2014 SN248
- 2014 SQ248
- 2014 SW248
- 2014 SD249
- 2014 SE249
- 2014 SK249
- 2014 SS249
- 2014 SU249
- 2014 SV249
- 2014 SW249
- 2014 SZ249
- 2014 SA250
- 2014 SB250
- 2014 SC250
- 2014 SF250
- 2014 SK250
- 2014 SP250
- 2014 SQ250
- 2014 SW250
- 2014 SX250
- 2014 SY250
- 2014 SA251
- 2014 SL251
- 2014 SS251
- 2014 SX251
- 2014 SA252
- 2014 SC252
- 2014 SE252
- 2014 SG252
- 2014 SJ252
- 2014 SK252
- 2014 SO252
- 2014 SS252
- 2014 SV252
- 2014 SX252
- 2014 SB253
- 2014 SY253
- 2014 SC254
- 2014 SD254
- 2014 SL254
- 2014 SN254
- 2014 SX254
- 2014 SY254
- 2014 SB255
- 2014 SE255
- 2014 SF255
- 2014 SM255
- 2014 SN255
- 2014 SR255
- 2014 SS255
- 2014 SU255
- 2014 SV255
- 2014 SW255
- 2014 SX255
- 2014 SA256
- 2014 SC256
- 2014 SS256
- 2014 ST256
- 2014 SY256
- 2014 SF257
- 2014 SH257
- 2014 SN257
- 2014 SP257
- 2014 SV257
- 2014 SY257
- 2014 SD258
- 2014 SH258
- 2014 SK258
- 2014 SR258
- 2014 SU258
- 2014 SZ258
- 2014 SC259
- 2014 SD259
- 2014 SK259
- 2014 SL259
- 2014 SN259
- 2014 SQ259
- 2014 SX259
- 2014 SY259
- 2014 SZ259
- 2014 SA260
- 2014 SB260
- 2014 SC260
- 2014 SD260
- 2014 SE260
- 2014 SF260
- 2014 SJ260
- 2014 SK260
- 2014 SL260
- 2014 SM260
- 2014 SN260
- 2014 SO260
- 2014 SP260
- 2014 SQ260
- 2014 SR260
- 2014 SS260
- 2014 ST260
- 2014 SU260
- 2014 SV260
- 2014 SW260
- 2014 SY260
- 2014 SA261
- 2014 SB261
- 2014 SE261
- 2014 SJ261
- 2014 SM261
- 2014 SO261
- 2014 SQ261
- 2014 SR261
- 2014 SS261
- 2014 ST261
- 2014 SU261
- 2014 SV261
- 2014 SW261
- 2014 SX261
- 2014 SY261
- 2014 SZ261
- 2014 SB262
- 2014 SC262
- 2014 SD262
- 2014 SG262
- 2014 SJ262
- 2014 SM262
- 2014 SO262
- 2014 SQ262
- 2014 SV262
- 2014 SW262
- 2014 SX262
- 2014 SW263
- 2014 SY263
- 2014 SB264
- 2014 SN264
- 2014 SP264
- 2014 SS264
- 2014 ST264
- 2014 SA265
- 2014 SB265
- 2014 SD265
- 2014 SK265
- 2014 SS265
- 2014 SX265
- 2014 SK266
- 2014 SN266
- 2014 SE267
- 2014 SF267
- 2014 SG267
- 2014 SJ267
- 2014 SP267
- 2014 SS267
- 2014 SU267
- 2014 SV267
- 2014 SW267
- 2014 SZ267
- 2014 SA268
- 2014 SB268
- 2014 SC268
- 2014 SD268
- 2014 SF268
- 2014 SH268
- 2014 SL268
- 2014 SM268
- 2014 SN268
- 2014 SY268
- 2014 SA269
- 2014 SD269
- 2014 SE269
- 2014 SM269
- 2014 SP269
- 2014 SS269
- 2014 SC270
- 2014 SF270
- 2014 SN270
- 2014 SP270
- 2014 SQ270
- 2014 SV270
- 2014 SX270
- 2014 SC271
- 2014 SD271
- 2014 SE271
- 2014 SF271
- 2014 SJ271
- 2014 SK271
- 2014 SL271
- 2014 SU271
- 2014 SV271
- 2014 SY271
- 2014 SZ271
- 2014 SE272
- 2014 SF272
- 2014 SG272
- 2014 SR272
- 2014 SY272
- 2014 SZ272
- 2014 SC273
- 2014 SF273
- 2014 SH273
- 2014 SL273
- 2014 SS273
- 2014 SV273
- 2014 SW273
- 2014 SX273
- 2014 SZ273
- 2014 SC274
- 2014 SM274
- 2014 SN274
- 2014 SP274
- 2014 SR274
- 2014 SS274
- 2014 ST274
- 2014 SW274
- 2014 SY274
- 2014 SZ274
- 2014 SB275
- 2014 SF275
- 2014 SG275
- 2014 SK275
- 2014 SL275
- 2014 SM275
- 2014 SP275
- 2014 ST275
- 2014 SV275
- 2014 SZ275
- 2014 SC276
- 2014 SD276
- 2014 SH276
- 2014 SJ276
- 2014 ST276
- 2014 SU276
- 2014 SW276
- 2014 SA277
- 2014 SE277
- 2014 SL277
- 2014 SN277
- 2014 SP277
- 2014 ST277
- 2014 SW277
- 2014 SX277
- 2014 SZ277
- 2014 SC278
- 2014 SA279
- 2014 SB279
- 2014 SM279
- 2014 SQ279
- 2014 SY279
- 2014 SZ279
- 2014 SB280
- 2014 SA281
- 2014 SF281
- 2014 SU281
- 2014 SW281
- 2014 SX281
- 2014 SA282
- 2014 SC282
- 2014 SD282
- 2014 SH282
- 2014 SP282
- 2014 SS282
- 2014 SU282
- 2014 SZ282
- 2014 SE283
- 2014 SJ283
- 2014 SM283
- 2014 SR283
- 2014 SV283
- 2014 SZ283
- 2014 SH284
- 2014 SK284
- 2014 SN284
- 2014 SQ284
- 2014 ST284
- 2014 SW284
- 2014 SD285
- 2014 SM285
- 2014 SS285
- 2014 ST285
- 2014 SU285
- 2014 SV285
- 2014 SX285
- 2014 SC286
- 2014 SH286
- 2014 SQ286
- 2014 SR286
- 2014 SV286
- 2014 SA287
- 2014 SB287
- 2014 SE287
- 2014 SL287
- 2014 SQ287
- 2014 SS287
- 2014 ST287
- 2014 SM288
- 2014 SV288
- 2014 SE289
- 2014 SU289
- 2014 SV289
- 2014 SX289
- 2014 SY289
- 2014 SZ289
- 2014 SD290
- 2014 SK290
- 2014 SN290
- 2014 SP290
- 2014 SR290
- 2014 SS290
- 2014 ST290
- 2014 SU290
- 2014 SZ290
- 2014 SF291
- 2014 SH291
- 2014 SN291
- 2014 SR291
- 2014 ST291
- 2014 SV291
- 2014 SW291
- 2014 SZ291
- 2014 SA292
- 2014 SB292
- 2014 SC292
- 2014 SG292
- 2014 SL292
- 2014 SS292
- 2014 ST292
- 2014 SU292
- 2014 SW292
- 2014 SB293
- 2014 SD293
- 2014 SL293
- 2014 SN293
- 2014 SP293
- 2014 SQ293
- 2014 SS293
- 2014 SU293
- 2014 SA294
- 2014 SB294
- 2014 SC294
- 2014 SE294
- 2014 SG294
- 2014 SJ294
- 2014 SR294
- 2014 SS294
- 2014 SU294
- 2014 SV294
- 2014 SY294
- 2014 SD295
- 2014 SR295
- 2014 SX295
- 2014 SZ295
- 2014 SB296
- 2014 SD296
- 2014 SE296
- 2014 SJ296
- 2014 SL296
- 2014 SO296
- 2014 ST296
- 2014 SU296
- 2014 SV296
- 2014 SZ296
- 2014 SB297
- 2014 SK297
- 2014 SM297
- 2014 SS297
- 2014 ST297
- 2014 SZ297
- 2014 SA298
- 2014 SB298
- 2014 SD298
- 2014 SE298
- 2014 SR298
- 2014 SS298
- 2014 ST298
- 2014 SU298
- 2014 SX298
- 2014 SE299
- 2014 SW299
- 2014 SA300
- 2014 SB300
- 2014 SL300
- 2014 SP300
- 2014 ST300
- 2014 SX300
- 2014 SY300
- 2014 SC301
- 2014 SQ301
- 2014 SR301
- 2014 SS301
- 2014 SX301
- 2014 SY301
- 2014 SA302
- 2014 SG302
- 2014 SJ302
- 2014 SN302
- 2014 SP302
- 2014 SS302
- 2014 SH303
- 2014 SJ303
- 2014 SK303
- 2014 SL303
- 2014 SM303
- 2014 SN303
- 2014 SS303
- 2014 ST303
- 2014 SU303
- 2014 SW303
- 2014 SY303
- 2014 SA304
- 2014 SB304
- 2014 SC304
- 2014 SD304
- 2014 SE304
- 2014 SF304
- 2014 SG304
- 2014 SH304
- 2014 SP304
- 2014 SU304
- 2014 SW304
- 2014 SX304
- 2014 SF305
- 2014 SH305
- 2014 SK305
- 2014 SM305
- 2014 ST305
- 2014 SV305
- 2014 SX305
- 2014 SK306
- 2014 SM306
- 2014 SO306
- 2014 SQ306
- 2014 SU306
- 2014 SV306
- 2014 SY306
- 2014 SH307
- 2014 SJ307
- 2014 SL307
- 2014 SN307
- 2014 SP307
- 2014 SR307
- 2014 SV307
- 2014 SY307
- 2014 SG308
- 2014 SL308
- 2014 SC309
- 2014 SF309
- 2014 SH309
- 2014 SS309
- 2014 SH310
- 2014 SJ310
- 2014 SR310
- 2014 SO311
- 2014 SC312
- 2014 SD312
- 2014 SG312
- 2014 SH312
- 2014 SR312
- 2014 ST312
- 2014 SU312
- 2014 SV312
- 2014 SW312
- 2014 SD313
- 2014 SE313
- 2014 SP313
- 2014 SU313
- 2014 SX313
- 2014 SA314
- 2014 SE314
- 2014 SH314
- 2014 SN314
- 2014 SS314
- 2014 SB315
- 2014 SC315
- 2014 SD315
- 2014 SU315
- 2014 SV315
- 2014 SZ315
- 2014 SB316
- 2014 SE316
- 2014 SO316
- 2014 SR316
- 2014 SS316
- 2014 SZ316
- 2014 SD317
- 2014 SK317
- 2014 SW317
- 2014 SX317
- 2014 SZ317
- 2014 SG318
- 2014 SK318
- 2014 SO318
- 2014 SQ318
- 2014 SY318
- 2014 SB319
- 2014 SG319
- 2014 SH319
- 2014 SK319
- 2014 SL319
- 2014 SV319
- 2014 SB320
- 2014 SE320
- 2014 SH320
- 2014 SK320
- 2014 SO320
- 2014 SQ320
- 2014 SS320
- 2014 SU320
- 2014 SE321
- 2014 SF321
- 2014 SL321
- 2014 SN321
- 2014 SP321
- 2014 SQ321
- 2014 SS321
- 2014 ST321
- 2014 SL322
- 2014 SM322
- 2014 SR322
- 2014 SU322
- 2014 SV322
- 2014 SW322
- 2014 SX322
- 2014 SA323
- 2014 SF323
- 2014 SJ323
- 2014 SQ323
- 2014 ST323
- 2014 SZ323
- 2014 SB324
- 2014 SC324
- 2014 SD324
- 2014 SE324
- 2014 SK324
- 2014 SM324
- 2014 SQ324
- 2014 SR324
- 2014 SY324
- 2014 SC325
- 2014 SJ325
- 2014 SM325
- 2014 SN325
- 2014 SP325
- 2014 SX325
- 2014 SY325
- 2014 SZ325
- 2014 SN326
- 2014 SO326
- 2014 SS326
- 2014 SW326
- 2014 SX326
- 2014 SZ326
- 2014 SE327
- 2014 SG327
- 2014 SJ327
- 2014 SY327
- 2014 SA328
- 2014 SD328
- 2014 SN328
- 2014 ST328
- 2014 SU328
- 2014 SO329
- 2014 SQ329
- 2014 SV329
- 2014 SZ329
- 2014 SB330
- 2014 SJ330
- 2014 SN330
- 2014 ST330
- 2014 SZ330
- 2014 SQ331
- 2014 SW331
- 2014 SZ331
- 2014 SA332
- 2014 SD332
- 2014 SE332
- 2014 SJ332
- 2014 SO332
- 2014 SR332
- 2014 SS332
- 2014 SV332
- 2014 SY332
- 2014 SB333
- 2014 SF333
- 2014 SH333
- 2014 SJ333
- 2014 SK333
- 2014 SQ333
- 2014 SX333
- 2014 SZ333
- 2014 SC334
- 2014 SD334
- 2014 SE334
- 2014 SF334
- 2014 SJ334
- 2014 SO334
- 2014 SW334
- 2014 SX334
- 2014 SG335
- 2014 SH335
- 2014 SK335
- 2014 SL335
- 2014 SM335
- 2014 SP335
- 2014 SR335
- 2014 SU335
- 2014 SA336
- 2014 SC336
- 2014 SK336
- 2014 SR336
- 2014 SU336
- 2014 SV336
- 2014 SB337
- 2014 SD337
- 2014 SE337
- 2014 SF337
- 2014 SL337
- 2014 SN337
- 2014 SU337
- 2014 SA338
- 2014 SB338
- 2014 SE338
- 2014 SG338
- 2014 SJ338
- 2014 SP338
- 2014 SQ338
- 2014 ST338
- 2014 SB339
- 2014 SC339
- 2014 SQ339
- 2014 ST339
- 2014 SU339
- 2014 SV339
- 2014 SX339
- 2014 SA340
- 2014 SC340
- 2014 SG340
- 2014 ST340
- 2014 SU340
- 2014 SV340
- 2014 SZ340
- 2014 SB341
- 2014 SH341
- 2014 SK341
- 2014 SL341
- 2014 SY341
- 2014 SZ341
- 2014 SB342
- 2014 SC342
- 2014 SD342
- 2014 SS342
- 2014 SB343
- 2014 SH343
- 2014 SP343
- 2014 SZ343
- 2014 SJ344
- 2014 SK344
- 2014 SL344
- 2014 SM344
- 2014 SP344
- 2014 SQ344
- 2014 SR344
- 2014 SY344
- 2014 SE345
- 2014 SG345
- 2014 SL345
- 2014 SQ345
- 2014 SX345
- 2014 SA346
- 2014 SC346
- 2014 SJ346
- 2014 SK346
- 2014 SM346
- 2014 SS346
- 2014 SY346
- 2014 SZ346
- 2014 SA347
- 2014 SC347
- 2014 SK347
- 2014 SO347
- 2014 SR347
- 2014 SS347
- 2014 ST347
- 2014 SV347
- 2014 SH348
- 2014 SK348
- 2014 SP348
- 2014 SZ348
- 2014 SB349
- 2014 SD349
- 2014 SR349
- 2014 SS349
- 2014 ST349
- 2014 SU349
- 2014 SV349
- 2014 SW349
- 2014 SX349
- 2014 SY349
- 2014 SZ349
- 2014 SB350
- 2014 SC350
- 2014 SD350
- 2014 SE350
- 2014 SF350
- 2014 SG350
- 2014 SH350
- 2014 SJ350
- 2014 SK350
- 2014 SL350
- 2014 SM350
- 2014 SN350
- 2014 SO350
- 2014 SQ350
- 2014 SR350
- 2014 SX350
- 2014 SA351
- 2014 SC351
- 2014 SE351
- 2014 SF351
- 2014 SK351
- 2014 SM351
- 2014 SN351
- 2014 SO351
- 2014 SP351
- 2014 SQ351
- 2014 SR351
- 2014 SS351
- 2014 ST351
- 2014 SU351
- 2014 SV351
- 2014 SW351
- 2014 SX351
- 2014 SA352
- 2014 SB352
- 2014 SC352
- 2014 SD352
- 2014 SE352
- 2014 SF352
- 2014 SG352
- 2014 SH352
- 2014 SJ352
- 2014 SK352
- 2014 SL352
- 2014 SN352
- 2014 SO352
- 2014 SR352
- 2014 ST352
- 2014 SV352
- 2014 SX352
- 2014 SA353
- 2014 SG353
- 2014 SS353
- 2014 SU353
- 2014 SZ353
- 2014 SE354
- 2014 SL354
- 2014 SU354
- 2014 SW354
- 2014 SX354
- 2014 SA355
- 2014 SZ355
- 2014 SD356
- 2014 SF356
- 2014 SJ356
- 2014 SK356
- 2014 SO356
- 2014 SU356
- 2014 SY356
- 2014 SZ356
- 2014 SN357
- 2014 ST357
- 2014 SU357
- 2014 SV357
- 2014 SW357
- 2014 SA358
- 2014 SD358
- 2014 SR358
- 2014 ST358
- 2014 SA359
- 2014 SE359
- 2014 SV359
- 2014 SW359
- 2014 SB360
- 2014 SF360
- 2014 SK360
- 2014 SP360
- 2014 SS360
- 2014 SV360
- 2014 SZ360
- 2014 SG361
- 2014 SJ361
- 2014 SL361
- 2014 SN361
- 2014 SR361
- 2014 ST361
- 2014 SW361
- 2014 SY361
- 2014 SA362
- 2014 SB362
- 2014 SD362
- 2014 SR362
- 2014 SZ362
- 2014 SC363
- 2014 SF363
- 2014 SH363
- 2014 SL363
- 2014 SM363
- 2014 SN363
- 2014 SO363
- 2014 SP363
- 2014 SQ364
- 2014 SS364
- 2014 SA365
- 2014 SG365
- 2014 SJ365
- 2014 SM365
- 2014 SP365
- 2014 SQ365
- 2014 SR365
- 2014 SS365
- 2014 ST365
- 2014 SV365
- 2014 SW365
- 2014 SX365
- 2014 SZ365
- 2014 SA366
- 2014 SB366
- 2014 SF366
- 2014 SG366
- 2014 SH366
- 2014 SJ366
- 2014 SK366
- 2014 SL366
- 2014 SN366
- 2014 SO366
- 2014 SP366
- 2014 SQ366
- 2014 ST366
- 2014 SU366
- 2014 SV366
- 2014 SW366
- 2014 SX366
- 2014 SY366
- 2014 SZ366
- 2014 SB367
- 2014 SC367
- 2014 SD367
- 2014 SG367
- 2014 SH367
- 2014 SJ367
- 2014 SK367
- 2014 SO367
- 2014 SP367
- 2014 SQ367
- 2014 SR367
- 2014 SS367
- 2014 ST367
- 2014 SU367
- 2014 SV367
- 2014 SX367
- 2014 SZ367
- 2014 SA368
- 2014 SB368
- 2014 SE368
- 2014 SF368
- 2014 SG368
- 2014 SJ368
- 2014 SK368
- 2014 SL368
- 2014 SM368
- 2014 SN368
- 2014 SO368
- 2014 SP368
- 2014 SQ368
- 2014 SR368
- 2014 SS368
- 2014 ST368
- 2014 SU368
- 2014 SV368
- 2014 SW368
- 2014 SX368
- 2014 SY368
- 2014 SZ368
- 2014 SB369
- 2014 SC369
- 2014 SD369
- 2014 SE369
- 2014 SG369
- 2014 SH369
- 2014 SJ369
- 2014 SK369
- 2014 SL369
- 2014 SM369
- 2014 SN369
- 2014 SO369
- 2014 SP369
- 2014 SQ369
- 2014 SS369
- 2014 ST369
- 2014 SU369
- 2014 SV369
- 2014 SW369
- 2014 SX369
- 2014 SY369
- 2014 SZ369
- 2014 SB370
- 2014 SD370
- 2014 SE370
- 2014 SF370
- 2014 SG370
- 2014 SH370
- 2014 SJ370
- 2014 SK370
- 2014 SL370
- 2014 SM370
- 2014 SN370
- 2014 SO370
- 2014 SP370
- 2014 SQ370
- 2014 SR370
- 2014 SS370
- 2014 ST370
- 2014 SU370
- 2014 SW370
- 2014 SZ370
- 2014 SB371
- 2014 SC371
- 2014 SD371
- 2014 SE371
- 2014 SF371
- 2014 SG371
- 2014 SH371
- 2014 SJ371
- 2014 SK371
- 2014 SL371
- 2014 SM371
- 2014 SN371
- 2014 SO371
- 2014 SP371
- 2014 SQ371
- 2014 SR371
- 2014 SS371
- 2014 SU371
- 2014 SV371
- 2014 SW371
- 2014 SX371
- 2014 SY371
- 2014 SZ371
- 2014 SA372
- 2014 SB372
- 2014 SC372
- 2014 SD372
- 2014 SE372
- 2014 SG372
- 2014 SH372
- 2014 SJ372
- 2014 SK372
- 2014 SL372
- 2014 SM372
- 2014 SN372
- 2014 SO372
- 2014 SP372
- 2014 SQ372
- 2014 SR372
- 2014 SS372
- 2014 ST372
- 2014 SU372
- 2014 SV372
- 2014 SW372
- 2014 SX372
- 2014 SY372
- 2014 SZ372
- 2014 SA373
- 2014 SB373
- 2014 SC373
- 2014 SD373
- 2014 SE373
- 2014 SF373
- 2014 SG373
- 2014 SH373
- 2014 SJ373
- 2014 SK373
- 2014 SL373
- 2014 SM373
- 2014 SN373
- 2014 SO373
- 2014 SP373
- 2014 SQ373
- 2014 SR373
- 2014 SS373
- 2014 ST373
- 2014 SU373
- 2014 SV373
- 2014 SW373
- 2014 SX373
- 2014 SY373
- 2014 SZ373
- 2014 SA374
- 2014 SB374
- 2014 SC374
- 2014 SD374
- 2014 SE374
- 2014 SF374
- 2014 SG374
- 2014 SH374
- 2014 SK374
- 2014 SM374
- 2014 SN374
- 2014 SP374
- 2014 SQ374
- 2014 SS374
- 2014 ST374
- 2014 SU374
- 2014 SV374
- 2014 SW374
- 2014 SX374
- 2014 SY374
- 2014 SZ374
- 2014 SA375
- 2014 SB375
- 2014 SD375
- 2014 SE375
- 2014 SF375
- 2014 SG375
- 2014 SH375
- 2014 SJ375
- 2014 SK375
- 2014 SL375
- 2014 SM375
- 2014 SN375
- 2014 SO375
- 2014 SP375
- 2014 SQ375
- 2014 SR375
- 2014 SS375
- 2014 ST375
- 2014 SV375
- 2014 SW375
- 2014 SX375
- 2014 SZ375
- 2014 SA376
- 2014 SB376
- 2014 SC376
- 2014 SD376
- 2014 SE376
- 2014 SF376
- 2014 SG376
- 2014 SH376
- 2014 SJ376
- 2014 SK376
- 2014 SL376
- 2014 SM376
- 2014 SN376
- 2014 SO376
- 2014 SP376
- 2014 SQ376
- 2014 SR376
- 2014 SB377
- 2014 SC377
- 2014 SD377
- 2014 SE377
- 2014 SF377
- 2014 SG377
- 2014 SH377
- 2014 SJ377
- 2014 SK377
- 2014 SL377
- 2014 SM377
- 2014 SN377
- 2014 SO377
- 2014 SR377
- 2014 SS377
- 2014 SU377
- 2014 SW377
- 2014 SX377
- 2014 SA378
- 2014 SB378
- 2014 SC378
- 2014 SD378
- 2014 SF378
- 2014 SG378
- 2014 SH378
- 2014 SM378
- 2014 SN378
- 2014 SO378
- 2014 SR378
- 2014 SS378
- 2014 ST378
- 2014 SV378
- 2014 SX378
- 2014 SY378
- 2014 SZ378
- 2014 SA379
- 2014 SB379
- 2014 SC379
- 2014 SD379
- 2014 SE379
- 2014 SF379
- 2014 SH379
- 2014 SK379
- 2014 SM379
- 2014 SN379
- 2014 SO379
- 2014 SQ379
- 2014 SR379
- 2014 SS379
- 2014 SU379
- 2014 SV379
- 2014 SW379
- 2014 SD380
- 2014 SP380
- 2014 SQ380
- 2014 SR380
- 2014 SS380
- 2014 SV380
- 2014 SW380
- 2014 SY380
- 2014 SZ380
- 2014 SB381
- 2014 SD381
- 2014 SG381
- 2014 SJ381
- 2014 SK381
- 2014 SN381
- 2014 SO381
- 2014 SP381
- 2014 SQ381
- 2014 SR381
- 2014 SS381
- 2014 ST381
- 2014 SU381
- 2014 SW381
- 2014 SX381
- 2014 SY381
- 2014 SZ381
- 2014 SC382
- 2014 SD382
- 2014 SF382
- 2014 SK382
- 2014 SL382
- 2014 SP382
- 2014 SQ382
- 2014 SS382
- 2014 ST382
- 2014 SU382
- 2014 SV382
- 2014 SW382
- 2014 SX382
- 2014 SY382
- 2014 SZ382
- 2014 SB383
- 2014 SD383
- 2014 SH383
- 2014 SM383
- 2014 SO383
- 2014 SP383
- 2014 SQ383
- 2014 SR383
- 2014 SS383
- 2014 ST383
- 2014 SU383
- 2014 SV383
- 2014 SX383
- 2014 SZ383
- 2014 SA384
- 2014 SB384
- 2014 SC384
- 2014 SE384
- 2014 SF384
- 2014 SG384
- 2014 SH384
- 2014 SJ384
- 2014 SK384
- 2014 SL384
- 2014 SN384
- 2014 SO384
- 2014 SP384
- 2014 SQ384
- 2014 SW384
- 2014 SX384
- 2014 SZ384
- 2014 SA385
- 2014 SB385
- 2014 SC385
- 2014 SD385
- 2014 SE385
- 2014 SF385
- 2014 SG385
- 2014 SH385
- 2014 SJ385
- 2014 SK385
- 2014 SL385
- 2014 SM385
- 2014 SN385
- 2014 SO385
- 2014 SQ385
- 2014 SS385
- 2014 SW385
- 2014 SY385
- 2014 SZ385
- 2014 SA386
- 2014 SB386
- 2014 SC386
- 2014 SD386
- 2014 SE386
- 2014 SF386
- 2014 SG386
- 2014 SJ386
- 2014 SK386
- 2014 SL386
- 2014 SM386
- 2014 SN386
- 2014 SR386
- 2014 ST386
- 2014 SU386
- 2014 SV386
- 2014 SW386
- 2014 SX386
- 2014 SY386
- 2014 SZ386
- 2014 SA387
- 2014 SB387
- 2014 SC387
- 2014 SD387
- 2014 SE387
- 2014 SF387
- 2014 SH387
- 2014 SJ387
- 2014 SK387
- 2014 SM387
- 2014 SN387
- 2014 SQ387
- 2014 SR387
- 2014 SS387
- 2014 ST387
- 2014 SU387
- 2014 SV387
- 2014 SW387
- 2014 SZ387
- 2014 SA388
- 2014 SB388
- 2014 SC388
- 2014 SE388
- 2014 SH388
- 2014 SJ388
- 2014 SK388
- 2014 SL388
- 2014 SM388
- 2014 SO388
- 2014 SQ388
- 2014 SR388
- 2014 ST388
- 2014 SU388
- 2014 SV388
- 2014 SW388
- 2014 SX388
- 2014 SY388
- 2014 SZ388
- 2014 SA389
- 2014 SB389
- 2014 SC389
- 2014 SD389
- 2014 SE389
- 2014 SF389
- 2014 SG389
- 2014 SH389
- 2014 SK389
- 2014 SM389
- 2014 SO389
- 2014 SP389
- 2014 SQ389
- 2014 SR389
- 2014 SU389
- 2014 SV389
- 2014 SX389
- 2014 SY389
- 2014 SZ389
- 2014 SA390
- 2014 SB390
- 2014 SC390
- 2014 SD390
- 2014 SE390
- 2014 SF390
- 2014 SG390
- 2014 SH390
- 2014 SJ390
- 2014 SK390
- 2014 SL390
- 2014 SN390
- 2014 SO390
- 2014 SP390
- 2014 SQ390
- 2014 SS390
- 2014 SU390
- 2014 SV390
- 2014 SW390
- 2014 SX390
- 2014 SY390
- 2014 SZ390
- 2014 SA391
- 2014 SB391
- 2014 SD391
- 2014 SE391
- 2014 SF391
- 2014 SH391
- 2014 SJ391
- 2014 SK391
- 2014 SL391
- 2014 SM391
- 2014 SP391
- 2014 SQ391
- 2014 SS391
- 2014 ST391
- 2014 SU391
- 2014 SV391
- 2014 SW391
- 2014 SY391
- 2014 SZ391
- 2014 SA392
- 2014 SB392
- 2014 SC392
- 2014 SD392
- 2014 SE392
- 2014 SF392
- 2014 SG392
- 2014 SH392
- 2014 SJ392
- 2014 SK392
- 2014 SL392
- 2014 SM392
- 2014 SN392
- 2014 SO392
- 2014 SP392
- 2014 SQ392
- 2014 SR392
- 2014 SS392
- 2014 ST392
- 2014 SU392
- 2014 SV392
- 2014 SW392
- 2014 SX392
- 2014 SY392
- 2014 SZ392
- 2014 SA393
- 2014 SB393
- 2014 SC393
- 2014 SD393
- 2014 SE393
- 2014 SF393
- 2014 SG393
- 2014 SH393
- 2014 SJ393
- 2014 SK393
- 2014 SL393
- 2014 SM393
- 2014 SN393
- 2014 SO393
- 2014 SP393
- 2014 SQ393
- 2014 SS393
- 2014 SV393
- 2014 SY393
- 2014 SZ393
- 2014 SA394
- 2014 SB394
- 2014 SC394
- 2014 SD394
- 2014 SE394
- 2014 SF394
- 2014 SG394
- 2014 SH394
- 2014 SJ394
- 2014 SK394
- 2014 SL394
- 2014 SM394
- 2014 SN394
- 2014 SO394
- 2014 SQ394
- 2014 SV394
- 2014 SW394
- 2014 SX394
- 2014 SY394
- 2014 SZ394
- 2014 SA395
- 2014 SB395
- 2014 SD395
- 2014 SF395
- 2014 SJ395
- 2014 SK395
- 2014 SM395
- 2014 SO395
- 2014 SR395
- 2014 ST395
- 2014 SU395
- 2014 SV395
- 2014 SW395
- 2014 SA396
- 2014 SB396
- 2014 SE396
- 2014 SF396
- 2014 SG396
- 2014 SH396
- 2014 SJ396
- 2014 SK396
- 2014 SM396
- 2014 SN396
- 2014 SP396
- 2014 SQ396
- 2014 SR396
- 2014 SS396
- 2014 ST396
- 2014 SU396
- 2014 SV396
- 2014 SX396
- 2014 SA397
- 2014 SB397
- 2014 SE397
- 2014 SF397
- 2014 SG397
- 2014 SH397
- 2014 SJ397
- 2014 SK397
- 2014 SL397
- 2014 SM397
- 2014 SN397
- 2014 SO397
- 2014 SP397
- 2014 SR397
- 2014 ST397
- 2014 SU397
- 2014 SV397
- 2014 SW397
- 2014 SY397
- 2014 SZ397
- 2014 SA398
- 2014 SB398
- 2014 SC398
- 2014 SD398
- 2014 SE398
- 2014 SF398
- 2014 SH398
- 2014 SJ398
- 2014 SK398
- 2014 SL398
- 2014 SM398
- 2014 SN398
- 2014 SO398
- 2014 SP398
- 2014 SR398
- 2014 SS398
- 2014 ST398
- 2014 SU398
- 2014 SV398
- 2014 SW398
- 2014 SZ398
- 2014 SB399
- 2014 SC399
- 2014 SE399
- 2014 SF399
- 2014 SG399
- 2014 SH399
- 2014 SJ399
- 2014 SN399
- 2014 SO399
- 2014 SQ399
- 2014 SR399
- 2014 SS399
- 2014 ST399
- 2014 SV399
- 2014 SZ399
- 2014 SA400
- 2014 SB400
- 2014 SD400
- 2014 SE400
- 2014 SF400
- 2014 SG400
- 2014 SH400
- 2014 SJ400
- 2014 SK400
- 2014 SM400
- 2014 SN400
- 2014 SO400
- 2014 SP400
- 2014 SQ400
- 2014 SR400
- 2014 SS400
- 2014 ST400
- 2014 SU400
- 2014 SV400
- 2014 SW400
- 2014 SX400
- 2014 SY400
- 2014 SZ400
- 2014 SA401
- 2014 SB401
- 2014 SC401
- 2014 SE401
- 2014 SF401
- 2014 SG401
- 2014 SH401
- 2014 SJ401
- 2014 SK401
- 2014 SL401
- 2014 SM401
- 2014 SO401
- 2014 SP401
- 2014 SQ401
- 2014 SR401
- 2014 SS401
- 2014 ST401
- 2014 SU401
- 2014 SV401
- 2014 SW401
- 2014 SX401
- 2014 SZ401
- 2014 SR402
- 2014 SS402
- 2014 ST402
- 2014 SU402
- 2014 SV402
- 2014 SW402
- 2014 SX402
- 2014 SY402
- 2014 SZ402
- 2014 SA403
- 2014 SB403
- 2014 SC403
- 2014 SD403
- 2014 SE403
- 2014 SF403
- 2014 SG403
- 2014 SH403
- 2014 SJ403
- 2014 SK403
- 2014 SL403
- 2014 SM403
- 2014 SN403
- 2014 SO403
- 2014 SP403
- 2014 SQ403
- 2014 SR403
- 2014 SS403
- 2014 ST403
- 2014 SU403
- 2014 SV403
- 2014 SW403
- 2014 SX403
- 2014 SY403
- 2014 SZ403
- 2014 SA404
- 2014 SB404
- 2014 SC404
- 2014 SD404
- 2014 SE404
- 2014 SF404
- 2014 SG404
- 2014 SH404
- 2014 SJ404
- 2014 SK404
- 2014 SL404
- 2014 SM404
- 2014 SN404
- 2014 SO404
- 2014 SP404
- 2014 SQ404
- 2014 SR404
- 2014 SS404
- 2014 ST404
- 2014 SU404
- 2014 SX404
- 2014 SY404
- 2014 SZ404
- 2014 SA405
- 2014 SB405
- 2014 SC405
- 2014 SD405
- 2014 SG405
- 2014 SH405
- 2014 SK405
- 2014 SL405
- 2014 SM405
- 2014 SN405
- 2014 SO405
- 2014 SP405
- 2014 SQ405
- 2014 SR405
- 2014 SS405
- 2014 ST405
- 2014 SU405
- 2014 SV405
- 2014 SW405
- 2014 SX405
- 2014 SY405
- 2014 SZ405
- 2014 SA406
- 2014 SB406
- 2014 SC406
- 2014 SD406
- 2014 SE406
- 2014 SF406
- 2014 SG406
- 2014 SH406
- 2014 SJ406
- 2014 SK406
- 2014 SL406
- 2014 SM406
- 2014 SN406
- 2014 SP406
- 2014 SQ406
- 2014 SR406
- 2014 SS406
- 2014 ST406
- 2014 SU406
- 2014 SV406
- 2014 SW406
- 2014 SX406
- 2014 SY406
- 2014 SZ406
- 2014 SA407
- 2014 SB407
- 2014 SC407
- 2014 SD407
- 2014 SE407
- 2014 SF407
- 2014 SG407
- 2014 SH407
- 2014 SJ407
- 2014 SK407
- 2014 SL407
- 2014 SM407
- 2014 SN407
- 2014 SO407
- 2014 SP407
- 2014 SQ407
- 2014 ST407
- 2014 SU407
- 2014 SV407
- 2014 SW407
- 2014 SX407
- 2014 SY407
- 2014 SZ407
- 2014 SA408
- 2014 SB408
- 2014 SD408
- 2014 SE408
- 2014 SF408
- 2014 SK408
- 2014 SL408
- 2014 SM408
- 2014 SN408
- 2014 SO408
- 2014 SP408
- 2014 SQ408
- 2014 SR408
- 2014 SS408
- 2014 ST408
- 2014 SU408
- 2014 SV408
- 2014 SW408
- 2014 SZ408
- 2014 SA409
- 2014 SB409
- 2014 SC409
- 2014 SD409
- 2014 SE409
- 2014 SF409
- 2014 SG409
- 2014 SH409
- 2014 SJ409
- 2014 SK409
- 2014 SL409
- 2014 SM409
- 2014 SN409
- 2014 SO409
- 2014 SP409
- 2014 SQ409
- 2014 SR409
- 2014 SS409
- 2014 ST409
- 2014 SU409
- 2014 SV409
- 2014 SW409
- 2014 SY409
- 2014 SZ409
- 2014 SA410
- 2014 SC410
- 2014 SD410
- 2014 SE410
- 2014 SF410
- 2014 SG410
- 2014 SL410
- 2014 SM410
- 2014 SN410
- 2014 SO410
- 2014 SQ410
- 2014 SR410
- 2014 SS410
- 2014 SV410
- 2014 SW410
- 2014 SX410
- 2014 SA411
- 2014 SB411
- 2014 SC411
- 2014 SD411
- 2014 SE411
- 2014 SF411
- 2014 SG411
- 2014 SH411
- 2014 SJ411
- 2014 SL411
- 2014 SM411
- 2014 SN411
- 2014 SO411
- 2014 SP411
- 2014 SQ411
- 2014 SR411
- 2014 SS411
- 2014 ST411
- 2014 SU411
- 2014 SW411
- 2014 SX411
- 2014 SY411
- 2014 SZ411
- 2014 SA412
- 2014 SC412
- 2014 SD412
- 2014 SF412
- 2014 SG412
- 2014 SH412
- 2014 SL412
- 2014 SM412
- 2014 SN412
- 2014 SO412
- 2014 SP412
- 2014 SQ412
- 2014 SS412
- 2014 SV412
- 2014 SX412
- 2014 SY412
- 2014 SZ412
- 2014 SA413
- 2014 SB413
- 2014 SC413
- 2014 SD413
- 2014 SE413
- 2014 SF413
- 2014 SG413
- 2014 SH413
- 2014 SJ413
- 2014 SK413
- 2014 SL413
- 2014 SM413
- 2014 SN413
- 2014 SO413
- 2014 SP413
- 2014 SQ413
- 2014 SR413
- 2014 SS413
- 2014 ST413
- 2014 SV413
- 2014 SX413
- 2014 SY413
- 2014 SZ413
- 2014 SA414
- 2014 SB414
- 2014 SC414
- 2014 SD414
- 2014 SE414
- 2014 SF414
- 2014 SG414
- 2014 SH414
- 2014 SJ414
- 2014 SK414
- 2014 SL414
- 2014 SM414
- 2014 SN414
- 2014 SO414
- 2014 SP414
- 2014 SQ414
- 2014 SR414
- 2014 SS414
- 2014 ST414
- 2014 SU414
- 2014 SV414
- 2014 SW414
- 2014 SX414
- 2014 SY414
- 2014 SZ414
- 2014 SA415
- 2014 SB415
- 2014 SC415
- 2014 SD415
- 2014 SE415
- 2014 SF415
- 2014 SG415
- 2014 SH415
- 2014 SJ415
- 2014 SL415
- 2014 SM415
- 2014 SN415
- 2014 SO415
- 2014 SP415
- 2014 SQ415
- 2014 SR415
- 2014 SS415
- 2014 ST415
- 2014 SU415
- 2014 SV415
- 2014 SX415
- 2014 SY415
- 2014 SZ415
- 2014 SA416
- 2014 SB416
- 2014 SC416
- 2014 SD416
- 2014 SE416
- 2014 SF416
- 2014 SG416
- 2014 SH416
- 2014 SJ416
- 2014 SK416
- 2014 SM416
- 2014 SN416
- 2014 SO416
- 2014 SP416
- 2014 SQ416
- 2014 SR416
- 2014 SS416
- 2014 ST416
- 2014 SU416
- 2014 SV416
- 2014 SW416
- 2014 SX416
- 2014 SY416
- 2014 SZ416
- 2014 SB417
- 2014 SC417
- 2014 SD417
- 2014 SE417
- 2014 SF417
- 2014 SG417
- 2014 SH417
- 2014 SJ417
- 2014 SK417
- 2014 SL417
- 2014 SM417
- 2014 SN417
- 2014 SO417
- 2014 SP417
- 2014 SQ417
- 2014 SR417
- 2014 SS417
- 2014 ST417
- 2014 SU417
- 2014 SV417
- 2014 SW417
- 2014 SY417
- 2014 SZ417
- 2014 SA418
- 2014 SB418
- 2014 SC418
- 2014 SD418
- 2014 SE418
- 2014 SF418
- 2014 SG418
- 2014 SH418
- 2014 SJ418
- 2014 SK418
- 2014 SM418
- 2014 SN418
- 2014 SO418
- 2014 SQ418
- 2014 SR418
- 2014 SS418
- 2014 ST418
- 2014 SU418
- 2014 SV418
- 2014 SW418
- 2014 SX418
- 2014 SY418
- 2014 SZ418
- 2014 SA419
- 2014 SB419
- 2014 SC419
- 2014 SD419
- 2014 SE419
- 2014 SF419
- 2014 SG419
- 2014 SH419
- 2014 SJ419
- 2014 SK419
- 2014 SL419
- 2014 SM419
- 2014 SN419
- 2014 SO419
- 2014 SP419
- 2014 SQ419
- 2014 SR419
- 2014 SS419
- 2014 ST419
- 2014 SU419
- 2014 SV419
- 2014 SW419
- 2014 SA420
- 2014 SB420
- 2014 SC420
- 2014 SD420
- 2014 SE420
- 2014 SF420
- 2014 SG420
- 2014 SH420
- 2014 SK420
- 2014 SL420
- 2014 SM420
- 2014 SN420
- 2014 SO420
- 2014 SP420
- 2014 SQ420
- 2014 SR420
- 2014 SS420
- 2014 ST420
- 2014 SW420
- 2014 SX420
- 2014 SY420
- 2014 SZ420
- 2014 SA421
- 2014 SB421
- 2014 SC421
- 2014 SD421
- 2014 SF421
- 2014 SG421
- 2014 SH421
- 2014 SJ421
- 2014 SK421
- 2014 SL421
- 2014 SM421
- 2014 SN421
- 2014 SO421
- 2014 SP421
- 2014 SQ421
- 2014 SR421
- 2014 SS421
- 2014 ST421
- 2014 SU421
- 2014 SV421
- 2014 SW421
- 2014 SX421
- 2014 SZ421
- 2014 SA422
- 2014 SB422
- 2014 SC422
- 2014 SE422
- 2014 SF422
- 2014 SG422
- 2014 SH422
- 2014 SJ422
- 2014 SK422
- 2014 SL422
- 2014 SM422
- 2014 SN422
- 2014 SO422
- 2014 SP422
- 2014 SQ422
- 2014 SR422
- 2014 SS422
- 2014 ST422
- 2014 SU422
- 2014 SV422
- 2014 SW422
- 2014 SX422
- 2014 SY422
- 2014 SZ422
- 2014 SA423
- 2014 SB423
- 2014 SC423
- 2014 SD423
- 2014 SE423
- 2014 SF423
- 2014 SG423
- 2014 SH423
- 2014 SJ423
- 2014 SK423
- 2014 SL423
- 2014 SM423
- 2014 SN423
- 2014 SO423
- 2014 SP423
- 2014 SQ423
- 2014 SR423
- 2014 SS423
- 2014 ST423
- 2014 SU423
- 2014 SV423
- 2014 SW423
- 2014 SX423
- 2014 SY423
- 2014 SZ423
- 2014 SA424
- 2014 SB424
- 2014 SC424
- 2014 SD424
- 2014 SE424
- 2014 SF424
- 2014 SG424
- 2014 SH424
- 2014 SJ424
- 2014 SK424
- 2014 SL424
- 2014 SM424
- 2014 SN424
- 2014 SO424
- 2014 SP424
- 2014 SQ424
- 2014 SR424
- 2014 SS424
- 2014 ST424
- 2014 SU424
- 2014 SV424
- 2014 SW424
- 2014 SX424
- 2014 SY424
- 2014 SZ424
- 2014 SA425
- 2014 SB425
- 2014 SC425
- 2014 SD425
- 2014 SE425
- 2014 SG425
- 2014 SJ425
- 2014 SK425
- 2014 SL425
- 2014 SN425
- 2014 SO425
- 2014 SQ425
- 2014 SR425
- 2014 SS425
- 2014 ST425
- 2014 SU425
- 2014 SV425
- 2014 SW425
- 2014 SX425
- 2014 SY425
- 2014 SZ425
- 2014 SA426
- 2014 SB426
- 2014 SC426
- 2014 SE426
- 2014 SF426
- 2014 SG426
- 2014 SH426
- 2014 SJ426
- 2014 SK426
- 2014 SN426
- 2014 SO426
- 2014 SP426
- 2014 SQ426
- 2014 SR426
- 2014 SS426
- 2014 ST426
- 2014 SU426
- 2014 SV426
- 2014 SW426
- 2014 SX426
- 2014 SY426
- 2014 SZ426
- 2014 SA427
- 2014 SB427
- 2014 SC427
- 2014 SD427
- 2014 SE427
- 2014 SF427
- 2014 SG427
- 2014 SJ427
- 2014 SK427
- 2014 SL427
- 2014 SM427
- 2014 SO427
- 2014 SP427
- 2014 SQ427
- 2014 ST427
- 2014 SV427
- 2014 SX427
- 2014 SY427
- 2014 SZ427
- 2014 SB428
- 2014 SC428
- 2014 SE428
- 2014 SF428
- 2014 SG428
- 2014 SH428
- 2014 SJ428
- 2014 SK428
- 2014 SL428
- 2014 SM428
- 2014 SN428
- 2014 SP428
- 2014 SQ428
- 2014 SR428
- 2014 SS428
- 2014 ST428
- 2014 SU428
- 2014 SV428
- 2014 SW428
- 2014 SX428
- 2014 SY428
- 2014 SZ428
- 2014 SA429
- 2014 SB429
- 2014 SC429
- 2014 SD429
- 2014 SE429
- 2014 SF429
- 2014 SG429
- 2014 SH429
- 2014 SJ429
- 2014 SK429
- 2014 SL429
- 2014 SM429
- 2014 SN429
- 2014 SO429
- 2014 SP429
- 2014 SQ429
- 2014 SR429
- 2014 SS429
- 2014 ST429
- 2014 SU429
- 2014 SV429
- 2014 SW429
- 2014 SX429
- 2014 SY429
- 2014 SZ429
- 2014 SA430
- 2014 SB430
- 2014 SC430
- 2014 SD430
- 2014 SE430
- 2014 SF430
- 2014 SG430
- 2014 SH430
- 2014 SJ430
- 2014 SK430
- 2014 SL430
- 2014 SM430
- 2014 SN430
- 2014 SO430
- 2014 SP430
- 2014 SQ430
- 2014 SR430
- 2014 SS430
- 2014 ST430
- 2014 SU430
- 2014 SV430
- 2014 SW430
- 2014 SX430
- 2014 SY430
- 2014 SZ430
- 2014 SA431
- 2014 SB431
- 2014 SC431
- 2014 SD431
- 2014 SE431
- 2014 SF431
- 2014 SG431
- 2014 SH431
- 2014 SJ431
- 2014 SK431
- 2014 SL431
- 2014 SM431
- 2014 SN431
- 2014 SO431
- 2014 SP431
- 2014 SQ431
- 2014 SR431
- 2014 SS431
- 2014 ST431
- 2014 SU431
- 2014 SV431
- 2014 SW431
- 2014 SX431
- 2014 SY431
- 2014 SZ431
- 2014 SA432
- 2014 SB432
- 2014 SC432
- 2014 SD432
- 2014 SE432
- 2014 SF432
- 2014 SG432
- 2014 SH432
- 2014 SJ432
- 2014 SK432
- 2014 SL432
- 2014 SM432
- 2014 SN432
- 2014 SO432
- 2014 SP432
- 2014 SQ432
- 2014 SR432
- 2014 SS432
- 2014 ST432
- 2014 SU432
- 2014 SV432
- 2014 SW432
- 2014 SX432
- 2014 SY432
- 2014 SB433
- 2014 SC433
- 2014 SD433
- 2014 SF433
- 2014 SG433
- 2014 SH433
- 2014 SJ433
- 2014 SK433
- 2014 SL433
- 2014 SM433
- 2014 SN433
- 2014 SO433
- 2014 SP433
- 2014 SQ433
- 2014 SR433
- 2014 SS433
- 2014 ST433
- 2014 SU433
- 2014 SV433
- 2014 SW433
- 2014 SX433
- 2014 SY433
- 2014 SZ433
- 2014 SA434
- 2014 SB434
- 2014 SC434
- 2014 SD434
- 2014 SE434
- 2014 SF434
- 2014 SG434
- 2014 SH434
- 2014 SJ434
- 2014 SK434
- 2014 SL434
- 2014 SM434
- 2014 SN434
- 2014 SO434
- 2014 SP434
- 2014 SR434
- 2014 ST434
- 2014 SU434
- 2014 SV434
- 2014 SW434
- 2014 SX434
- 2014 SY434
- 2014 SZ434
- 2014 SA435
- 2014 SB435
- 2014 SC435